# Lodewijk XIV van Frankrijk

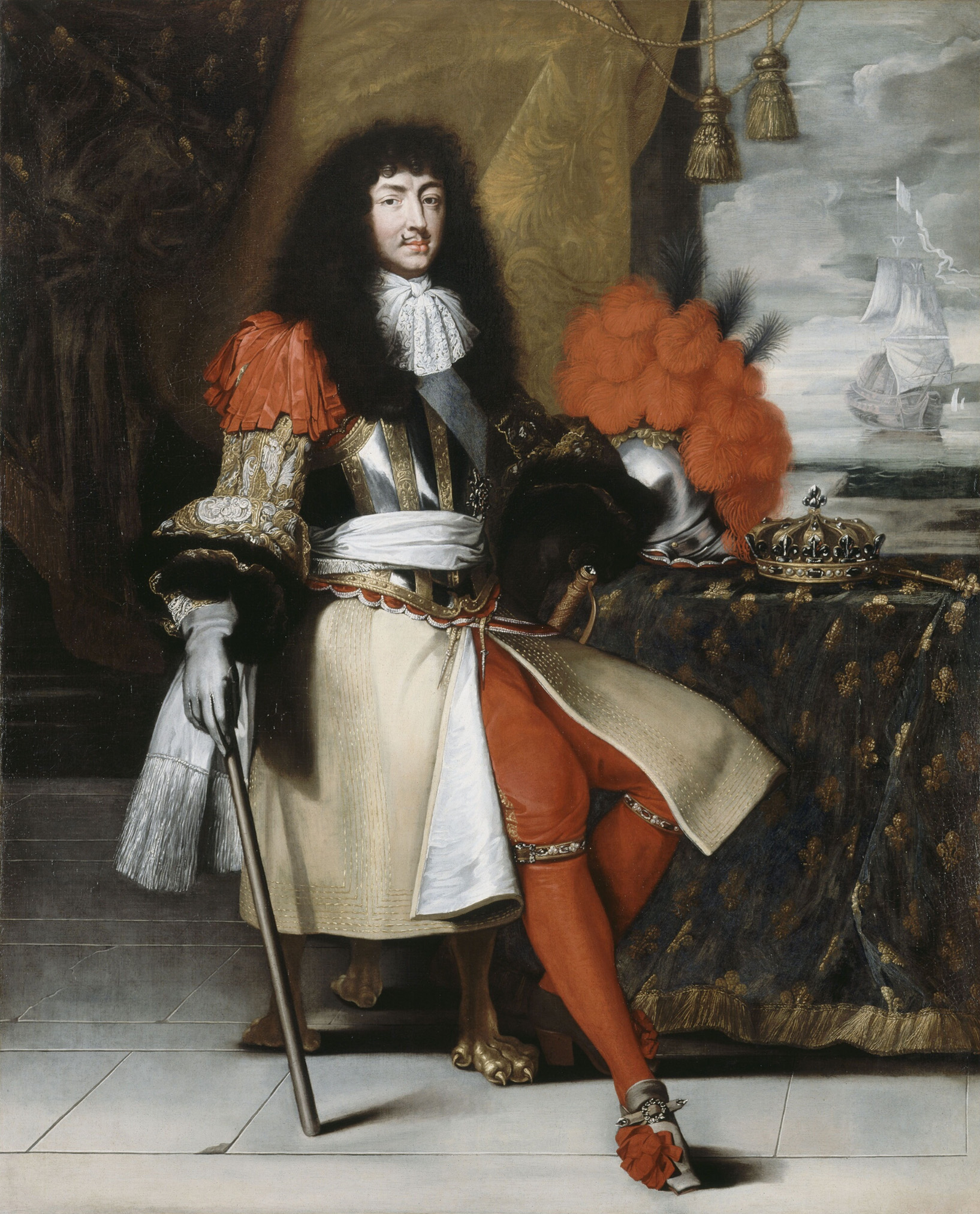
Portret van Lodewijk XIV uit circa 1670, naar Claude Lefèbvre

Lodewijk XIV van Frankrijk (Frans: Louis XIV; Kasteel van Saint-Germain-en-Laye, 5 september 1638 – Kasteel van Versailles, 1 september 1715), bekend als Lodewijk de Grote (Louis le Grand) en de Zonnekoning (le Roi-Soleil), was een telg uit het koninklijke huis Bourbon. Hij was van 1643 tot aan zijn dood in 1715 koning van Frankrijk en Navarra, 72 jaar, een koningsschap dat nog door geen enkele vorst of staatshoofd in de geschiedenis van de mensheid is overtroffen.
Lodewijk XIV was een zoon van Lodewijk XIII van Frankrijk en Anna van Oostenrijk. Na de vroegtijdige dood van zijn vader werd hij op vierjarige leeftijd koning. Kardinaal Mazarin leidde de Franse politiek tijdens de minderjarigheid van Lodewijk, waarbij hij het beleid van kardinaal de Richelieu voortzette. Op vijftienjarige leeftijd werd Lodewijk XIV gekroond, maar pas na de dood van Mazarin in 1661 nam hij het bewind zelf in handen. Met behulp van zijn ministerraad, in het bijzonder Jean-Baptiste Colbert en François-Michel le Tellier, werden centralistische hervormingen doorgevoerd in het nog feodale Frankrijk. De adel raakte een aanzienlijk deel van zijn macht kwijt, in ruil voor een plaats aan het hof van de koning in het nieuwgebouwde Kasteel van Versailles. Lodewijk XIV wordt vaak gezien als het ultieme voorbeeld van een absolute vorst.
Door het voeren van oorlogen met buitenlandse mogendheden, met name Spanje, het Heilige Roomse Rijk en de Republiek der Zeven Verenigde Nederlanden, wist Lodewijk XIV de noord- en zuidgrens van Frankrijk te verleggen op Duits, Nederlands en Spaans grondgebied. Door de vele oorlogen die Lodewijk voerde raakte de Franse staat nagenoeg bankroet. De Zonnekoning was een belangrijke beschermheer van de kunsten en daardoor wordt vaak aan zijn regeerperiode gerefereerd als de Grand Siècle (Grote Eeuw). In deze periode floreerden kunstenaars als Molière, Racine, Rigaud, Lully en Le Nôtre.
Lodewijk XIV overleed in 1715 op 76-jarige leeftijd na een koningschap van 72 jaar. Hij werd opgevolgd door zijn achterkleinzoon Lodewijk XV, daar eerder zijn zoon en kleinzoon waren overleden en de Spaanse tak van het Huis Bourbon was uitgesloten van successie.

## Familie

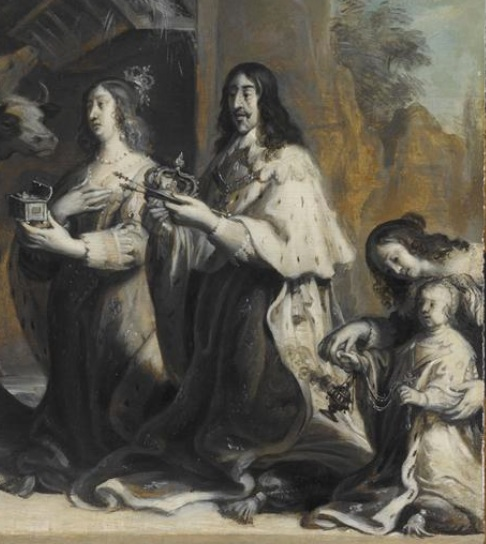
De Franse koninklijke familie met Anna van Oostenrijk, Lodewijk XIII en de jonge Lodewijk XIV, detail van een schilderij van Justus van Egmont

In het jaar 1615 huwde Lodewijk XIII van Frankrijk met Anna van Oostenrijk. De verstandhouding tussen de echtelieden was slecht en door Lodewijks voorliefde voor mannen verwaarloosde hij zijn huwelijkse plichten. Daarnaast was Lodewijk XIII ervan overtuigd geraakt dat zijn vrouw doelbewust het voortbrengen van een erfgenaam saboteerde om haar broer, Filips IV, ter wille te zijn. Dankzij bemiddelingspogingen van kardinaal de Richelieu verbeterde de relatie tussen de twee echtelieden en werd een zoontje geboren, de latere Lodewijk XIV. Volgens La Gazette was de koning op 5 december 1637 in de stad toen er plotseling onweer uitbrak. Hij zou naar het Louvre zijn gegaan om daar bij zijn vrouw te overnachten en vervolgens geslachtsgemeenschap met haar hebben gehad. Of dit echt gebeurd is wordt betwijfeld, want volgens de lijfarts van Lodewijk XIII, Charles Bouvard, zou het kind in de week tussen 23 en 30 november 1637 verwekt zijn.
Omdat de geboorte van een troonopvolger zo lang uitbleef, waren de verwachtingen inmiddels hooggespannen. Toen Anna van Oostenrijk in 1638 zwanger bleek ondertekende Lodewijk XIII een document waarmee hij zijn koninkrijk officieel onder bescherming plaatste van de moeder van Jezus, de maagd Maria. Vele kloosters in Frankrijk voorspelden dat de koningin een gelukkige bevalling zou hebben. Toen Lodewijk XIV op 5 september 1638 geboren werd kreeg hij de naam Dieudonné ("door God gegeven"). Zijn geboorte was aanleiding tot een groot volksfeest in de straten van Parijs en de in die stad woonachtige Nederlandse rechtsgeleerde Hugo de Groot schreef over dit festijn: "Nooit was het volk door één gebeurtenis tot zo'n vreugde opgetild". In totaal duurden de feesten drie dagen.

## Biografie

### Kinderjaren (1638-1643)

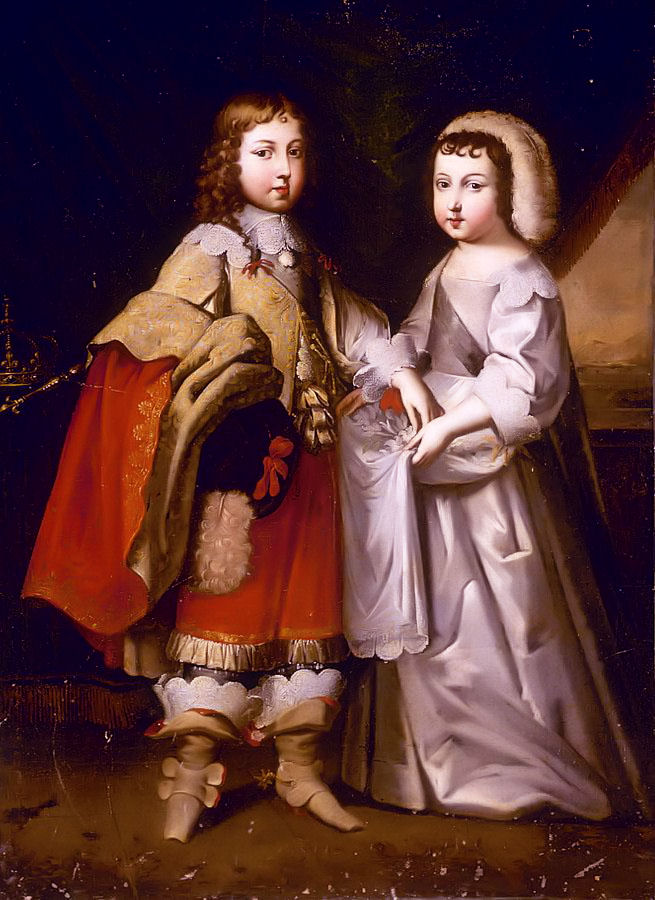
Lodewijk XIV met zijn broertje Filips van Orléans, olieverfdoek toegeschreven aan Henri en Charles Beaubrun

De zorg voor de pasgeboren Lodewijk werd toevertrouwd aan een min. In totaal heeft hij zeven verschillende minnen gehad. Twee jaar na zijn geboorte kreeg Lodewijk een broertje, Filips. Hun moeder maakte duidelijk onderscheid tussen haar kinderen. Ze duidde haar tweede zoon consequent aan als "ma petite fille" (mijn kleine meisje). Hij kreeg geen noemenswaardige opvoeding, waarmee ze haar duidelijke voorkeur voor de kroonprins liet blijken. De opvoeding van de jonge Lodewijk lag in handen van kardinaal De Richelieu. Na diens overlijden op 4 december 1642 volgde Jules Mazarin hem op als eerste minister. Door deze positie kreeg Mazarin ook een sleutelrol in de opvoeding van Lodewijk. Na de dood van De Richelieu verslechterde de gezondheid van koning Lodewijk XIII ernstig. Waarschijnlijk leed hij aan de ziekte van Crohn. Op zijn ziekbed regelde de koning de toekomst van zijn zoon. Zijn echtgenote zou regentes worden en er werd een regentschapsraad ingesteld waarin naast Gaston van Orléans, Mazarin en Pierre Séguier nog twee oud-ministers zaten.

### Minderjarigheid (1643-1654)
Op 14 mei 1643 overleed Lodewijk XIII en vier dagen later vertrok zijn zoon Lodewijk samen met zijn moeder naar Parijs. Hier werd hij als de nieuwe koning voorgesteld aan het Parlement van Parijs. Het parlement stemde uit rancune tegen het testament van de overleden koning. Het verwierp het testament van Lodewijk XIII op het punt van het instellen van een regentschapsraad en droeg de absolute en volledige heerschappij over aan de koningin-regentes. Na haar aanstelling als regentes koos Anna van Oostenrijk Mazarin als haar eerste minister. Zij bepaalden samen de Franse politiek tijdens de eerste jaren van Lodewijks minderjarigheid als koning.

#### Opvoeding
Mazarin hield zich ook bezig met de opleiding van de jonge koning. Hij stelde de oude maarschalk Nicolas de Neufville de Villeroy en Hardouin de Péréfixe de Beaumont aan als zijn leermeesters. Mazarin liet de jonge koning de ministerraad bijwonen om ervaring op te doen. Hij wijdde de jonge koning persoonlijk in de geheimen van de diplomatie en het belang van bondgenootschappen in. Ook de kunstopvatting van de kardinaal heeft de jonge koning beïnvloed. Lodewijks persoonlijke kamerheer maarschalk de la Meilleraie (Charles de La Porte) onderrichtte hem in de Franse geschiedenis. Via De La Porte leerde de jonge Lodewijk over zijn voorouder Lodewijk IX, in wiens voetsporen hij wilde treden. Op jonge leeftijd oefende Lodewijk in oorlogsvoering met een speciaal voor hem gemaakt speelgoedkasteel in de tuinen van het kasteel van Saint-Germain-en-Laye. Ook zijn moeder had invloed op de ontwikkeling van de jonge koning, met name op godsdienstig en politiek gebied. Zij bracht hem al van jongs af aan het idee bij dat de macht van de koning absoluut moest zijn en onderwees hem in godsdienstige moraal. Lodewijk leerde Spaans en Italiaans, maar Duits en Engels bleven hem onbekend. Daarnaast was zijn Latijn maar matig ontwikkeld. Lodewijks kennis van geografie was daarentegen buitengewoon goed.

#### La Fronde

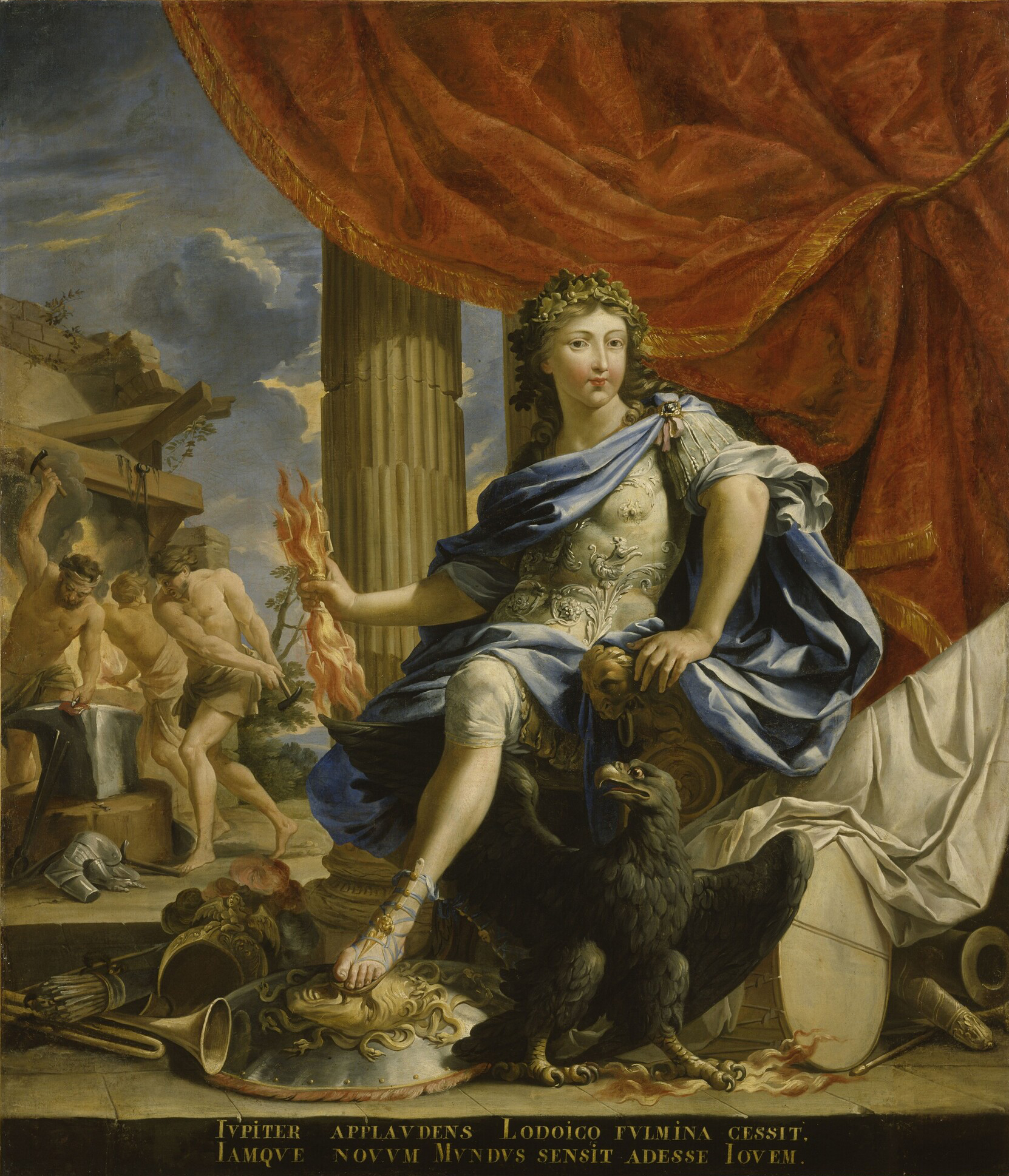
Lodewijk XIV afgebeeld als Jupiter, de overwinnaar van de Fronde. Geportretteerd door Charles Poerson omstreeks 1653-1654.

De Dertigjarige Oorlog waar Frankrijk sinds 1635 in betrokken was vormde een flinke kostenpost voor de Franse overheid. Mazarin hief nieuwe belastingen, in de hoop de tekorten aan te vullen. Daarmee joeg hij de provinciale rechtscolleges tegen zich in het harnas. Het Parlement van Parijs weigerde de nieuwe belastingen te wettigen. Ontevreden over al eerder verhoogde belastingen stond het volk nu op het punt in opstand te komen. De overwinning van Lodewijk II van Bourbon-Condé in de slag bij Lens zorgde voor een positieve sfeer in de hoofdstad en Mazarin zag zijn kans om toe te slaan. Hij liet enkele regimenten toe tot de stad Parijs, met de bedoeling de parlementaire leiders op te laten pakken. Hierop kwam de stad in opstand en brak de burgeroorlog uit die bekend kwam te staan als La Fronde. Toen de Grote Condé vervolgens zijn legers naar de stad liet optrekken wist Mazarin met Parijs tot een vergelijk te komen. Vanwege de opstand hadden Lodewijk en zijn familie de hoofdstad op 6 januari 1649 in allerijl verlaten om zich terug te trekken op het kasteel van Saint-Germain-en-Laye. Deze periode maakte een diepe indruk op Lodewijk. Hij trok er de les uit dat de koning niet in de stad moest wonen. Alleen buiten de stad kon hij veilig en machtig zijn.
Het koninklijk gezin keerde op 19 augustus 1649 terug in de hoofdstad. Met Kerstmis van dat jaar deed Lodewijk zijn eerste communie in de Église Saint-Eustache. De hertog van Condé aasde op de positie van Mazarin en opende daarom een grote lastercampagne tegen de eerste minister. Op 18 januari 1650 werd hij vervolgens op last van de koningin samen met zijn broer en Hendrik II van Longueville opgepakt. Het volk kwam daarop opnieuw in opstand en de troepen van de andere Franse pairs trokken op tegen de hoofdstad om de hertog van Condé te bevrijden. Tijdens deze oorlog deed ook de minderjarige Lodewijk zich gelden. Zo voerde hij zijn frontsoldaten aan in het beleg van Bellegarde, wat de nodige bewondering oogstte.
Uiteindelijk was Mazarin gedwongen de Grote Condé vrij te laten, wat gunstig uitpakte. De Franse pairs die tegen Mazarin streden vormden geen gezamenlijk front. Mazarin wist hier vanuit Brühl handig op in te spelen door enkelen van hen te bewegen van partij te wisselen. In 1652 liet Anna van Oostenrijk haar veertienjarige zoon Lodewijk tijdens de afwezigheid van Mazarin meerderjarig verklaren. Met de in ballingschap verkerende Mazarin leek de hertog van Condé zijn doel bereikt te hebben, maar hij bleef doorvechten tegen het koninklijke leger. Het volk stond zo voor de keuze tussen het door God geschonken koningskind en een aanmatigende vechtprins met een leger van huurlingen. De Grote Condé kwam niet gunstig uit deze vergelijking en moest dan ook Parijs verlaten. Op 21 oktober 1652 maakte Lodewijk XIV zijn glorieuze rentree in de stad.
Na de festiviteiten riep Lodewijk XIV in opdracht van Mazarin het Parlement van Parijs bijeen waar hij een aantal decreten afkondigde. Enkele daarvan draaiden eerder genomen besluiten van het parlement terug. Het werd de leden expliciet verboden om zich nog langer met zaken van de koning te bemoeien. Daarnaast werd het remonstratierecht beperkt waardoor de macht van het parlement afnam. De leider van de Fronde onder de parlementariërs, Omer Talon, kon de koning niet anders dan lof toezwaaien: "De standen van het rijk betonen u hulde en eerbied als une divinité visible".

### Regentschap van Mazarin (1654-1661)

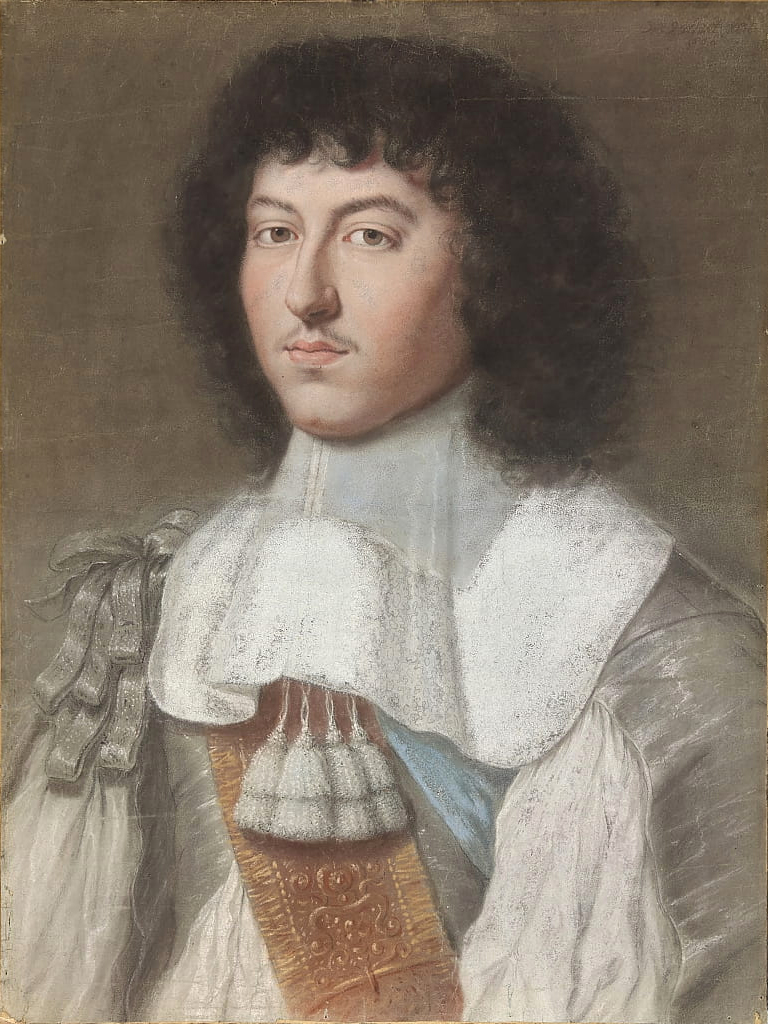
Lodewijk XIV in 1660, uitgevoerd in pastel door Wallerant Vaillant.

Op 7 juni 1654 vond de kroning van Lodewijk XIV plaats in de kathedraal van Reims. Daarbij werd hij, zoals zijn voorgangers, gezalfd met chrisma, waarna hij geacht werd net als zij door handoplegging huidziekten te kunnen genezen. De jonge koning bracht enkele maanden aan het front van de Frans-Spaanse Oorlog door. Deze oorlog woedde al sinds 1635 als deel van de Dertigjarige Oorlog. Lodewijk XIV was aanwezig bij de slag bij Atrecht en in juni 1655 voerde hij voor het eerst zijn eigen troepen aan in Henegouwen. In 1658 werd de noordgrens van Frankrijk opnieuw bedreigd en Lodewijk XIV kreeg het idee om persoonlijk het beleg van Duinkerke te leiden. Uiteindelijk voerde Maarschalk Turenne het Franse leger aan. Diens opmars in Vlaanderen vormde een serieus gevaar voor de Spaanse Nederlanden. Tijdens de veldtocht in de Spaanse Nederlanden liep Lodewijk XIV roodvonk op. Hij lag ruim twee weken ziek op zijn veldbed bij Fort-Mardijk.

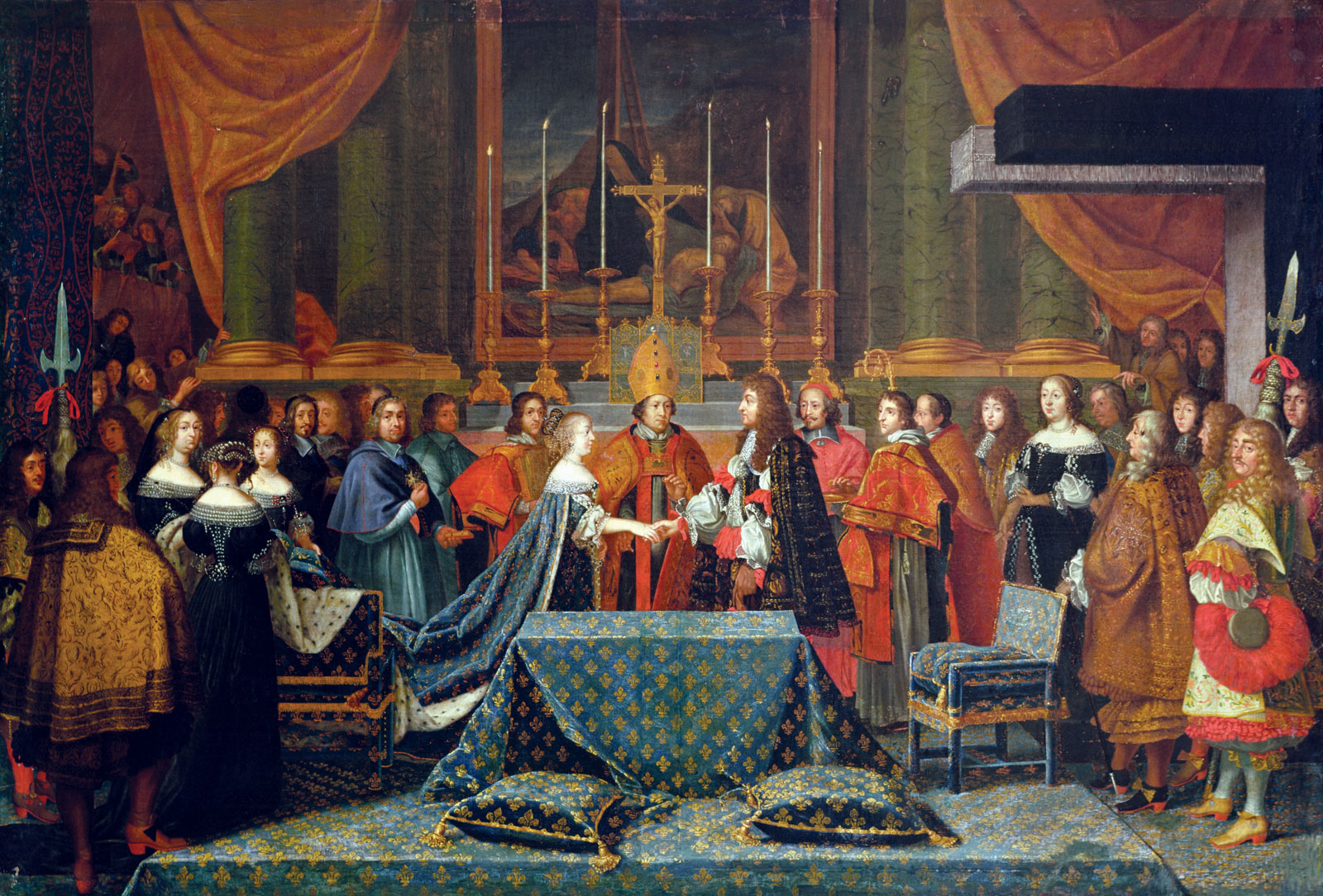
De voltrekking van het huwelijk tussen Lodewijk XIV en Maria Theresia, geschilderd door Jacques Laumosnier

Na vijfentwintig jaar oorlog voeren sloten Frankrijk en Spanje in 1659 de Vrede van de Pyreneeën. De vrede maakte ook een einde aan de aspiraties van de Grote Condé die met Spaanse hulp had geprobeerd de Franse troon te veroveren. Een halfjaar later verzoende hij zich met de koning. De vrede betekende grote gebiedsuitbreiding voor Frankrijk. Zo verkreeg het land in het noorden het graafschap Artesië en een reep van Vlaanderen en in het zuiden de streek Roussillon. Deel van de overeenkomst was een huwelijk van Lodewijk XIV met de Spaanse infanta Maria Theresia, een volle nicht van Lodewijk aan zowel vaders- als moederskant. Mazarin dwong Lodewijk hiertoe, hoewel Lodewijk de voorkeur had uitgesproken om met Maria Mancini, het nichtje van Mazarin, te trouwen. De keuze voor de huwelijkskandidaat door Mazarin zorgde voor een stijgende spanning tussen hem en de koning die in zijn huwelijkskeuze liever zijn hart wilde volgen dan zijn eerste minister. Op 9 juni 1660 werd het huwelijk tussen Lodewijk XIV en Maria Theresia voltrokken in de kerk van Saint-Jean-de-Luz. Het vorstenpaar deed vervolgens zijn intrede in Parijs op 26 augustus van dat jaar.
De vrede met de Spanjaarden zou het laatste politieke kunstje van kardinaal Mazarin blijken te zijn. Hij was al erg ziek en uiteindelijk overleed de eerste minister op 9 maart 1661, op 58-jarige leeftijd. Zijn verdrag met uitzicht op de Spaanse erfenis zou levenslang het beleid van Lodewijk XIV bepalen. Daarnaast erfde Lodewijk XIV het grote vermogen dat de kardinaal in de afgelopen decennia als eerste minister vergaard had.

### Greep naar de macht (1661-1667)

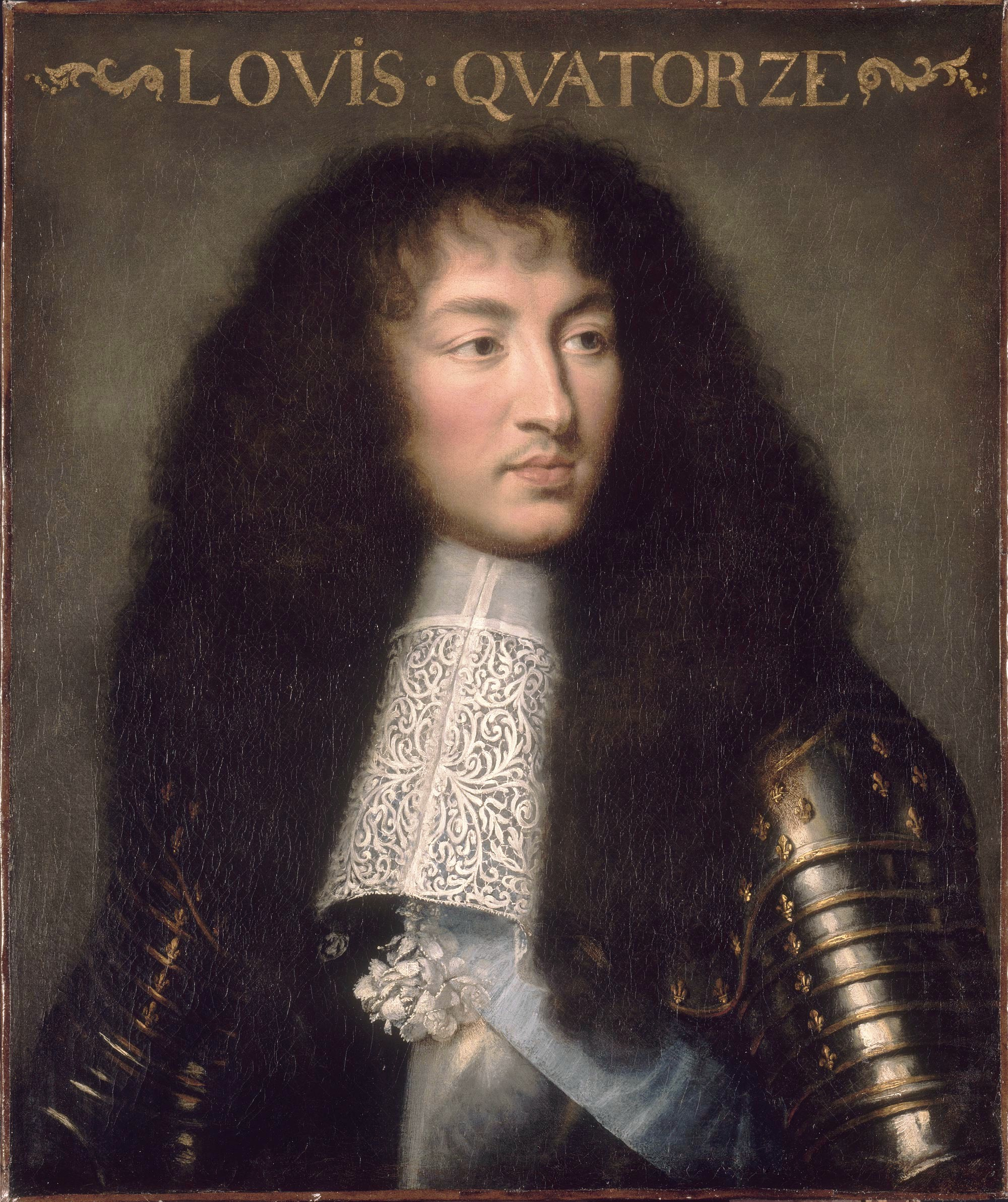
Lodewijk XIV, geportretteerd door Charles Le Brun. Le Brun was voor zijn komst naar het Franse hof in dienst van Fouquet geweest.

In plaats van een opvolger voor Mazarin aan te wijzen nam Lodewijk XIV persoonlijk de macht in handen en degradeerde hij de Conseil d'en haut (hoge raad) tot zijn adviesraad. Jean-Baptiste Colbert toonde zich een gewillig dienaar van de vorst en gezamenlijk vatten ze het plan op om minister Nicolas Fouquet ten val te brengen. Deze minister was in de ogen van de Lodewijk XIV te machtig. Hem aanpakken was moeilijk, omdat Fouquet als procureur-generaal juridisch onschendbaar was. Door de inzet van Colbert wist de koning Fouquet zo ver te krijgen dat hij zijn positie als procureur-generaal verkocht. De weg was nu vrij om Fouquet te arresteren, wat op 6 september te Nantes gebeurde door D'Artagnan. Hij werd daarna overgebracht naar het kasteel van Angers. Het proces tegen Fouquet hield drie jaar aan, maar zonder het gewenste effect voor Lodewijk XIV. Fouquet werd schuldig bevonden aan onkundig beheer van de staatskas, maar hij werd niet veroordeeld voor majesteitsschennis en oplichting. De voormalig minister werd vervolgens opgesloten in de grensvesting Pignerol. De zaak Fouquet toonde voor tijdgenoten aan hoe gevaarlijk het was om de Zonnekoning in de schaduw te willen stellen.
Onder het beleid van Colbert en Lodewijk XIV werd de Franse handel gestimuleerd. Dit leidde onder andere tot de oprichting van bedrijven als de Manufacture des Gobelins. Ook werd de economie verder beschermd door het verdubbelen van invoertarieven voor buitenlandse producten, het zogenaamde Colbertisme. Deze beschermende maatregelen waren met name bedoeld om de opdringende handel van de Republiek der Zeven Verenigde Nederlanden in Frankrijk tegen te gaan die bij Franse handelaren en fabrikanten veel kwaad bloed had gezet. Lodewijk XIV was er dan ook op gebrand om de maritieme en koloniale macht van de Republiek en Engeland te evenaren. Daarom volgde in 1664 de oprichting van de Compagnie des Indes. Ook qua orde en recht werd er vooruitgang geboekt, door de benoeming van de Parijse politiechef Gabriel Nicolas de La Reynie. In 1667 werd mede door de inzet van Colbert een nieuw burgerlijk wetboek in Frankrijk geïntroduceerd, de Code Louis. In 1670 volgde een wetboek van strafrecht, de Ordonnance criminelle.
In 1665 werd de koningin-moeder ernstig ziek. De doktoren stelden bij Anna van Oostenrijk borstkanker vast. De Brabantse arts Arnold Fey, die bekend stond om zijn behandelingen tegen borstkanker, kon haar niet redden. Haar dood op 20 januari raakte de Zonnekoning diep en hij sprak over haar als een van hun grootste vorsten. Door haar dood en de uitblijvende bruidsschat voor Maria Theresia speelde Lodewijk met het idee om opnieuw oorlog te voeren tegen Spanje.

### Oorlogen in de Lage Landen (1667-1678)

#### De Devolutieoorlog

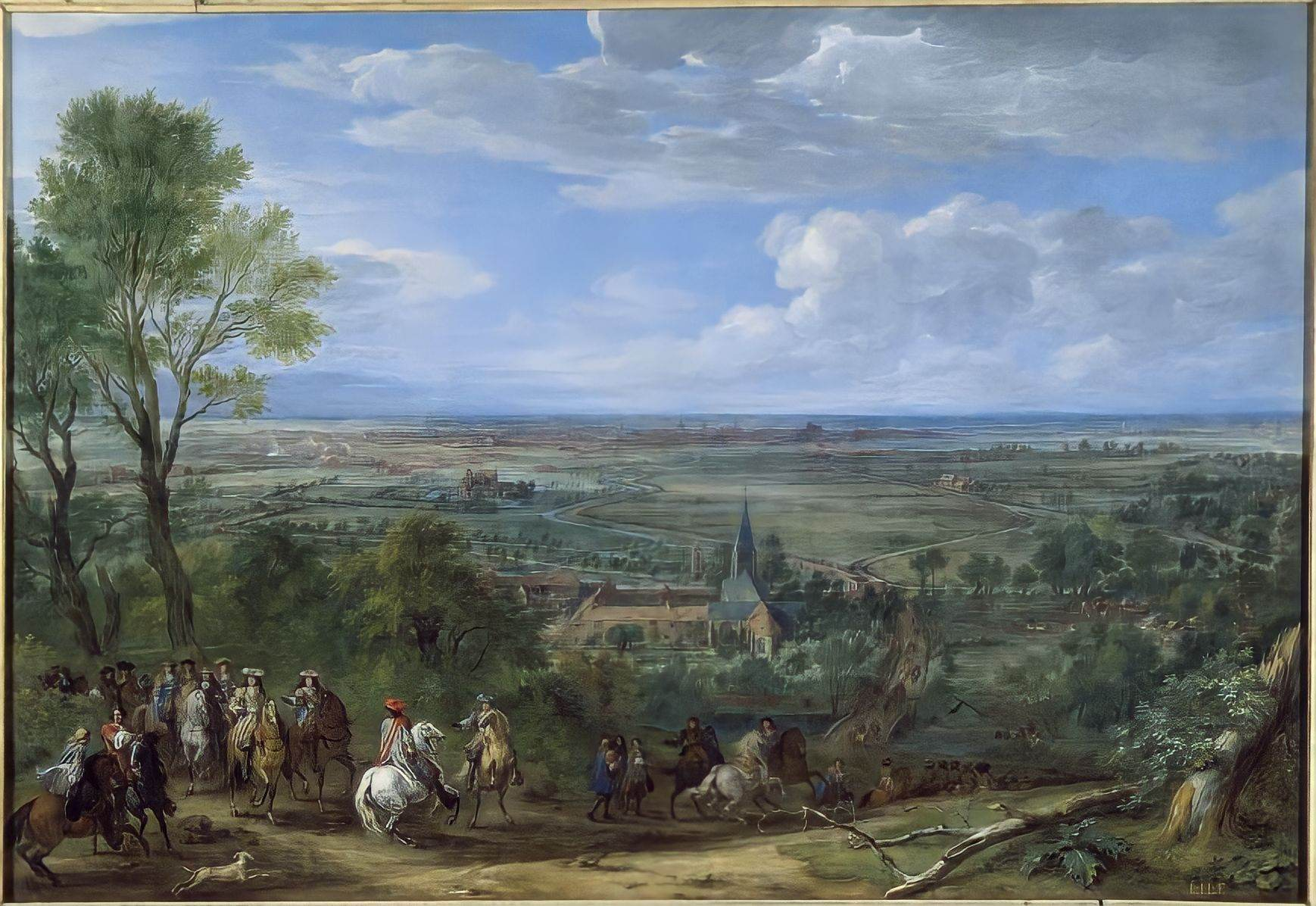
Lodewijk XIV arriveert bij het beleg van Rijsel, geschilderd door Adam Frans van der Meulen.

Tussen 1665 en 1667 was het Franse leger uitgebreid van 50.000 naar 80.000 soldaten. Vanwege de uitblijvende betaling van de bruidsschat meende Lodewijk XIV via devolutierecht recht te hebben op het bezit van de Spaanse Nederlanden. Met deze juridische basis zetten drie Franse legers zich begin 1667 in beweging richting de Spaanse Nederlanden. Het sterkste leger stond onder aanvoering van maarschalk Turenne en Lodewijk XIV voegde zich bij hem als zijn leerling. De Spanjaarden werden tijdens de oorlog overlopen door de Fransen. Steden als Doornik, Oudenaarde en Dowaai vielen vrij snel. Slechts Rijsel wist langere tijd het hoofd te bieden aan de Fransen. Op 10 september arriveerde Lodewijk bij het Beleg van Rijsel. De Franse opmars leidde tot bezorgdheid in de Republiek der Zeven Verenigde Nederlanden. De Nederlanders sloten snel vrede met de Engelsen en raadspensionaris Johan de Witt wist vervolgens een verbond te sluiten met Engeland en Zweden tegen Frankrijk. Lodewijk zag zich genoodzaakt om vrede met Spanje te sluiten. In zijn zoektocht naar glorie werd Lodewijk XIV gestuit door de nietige Republiek en hij zag dit als verraad. De Franse veroveringen in de Franche-Comté werden door het verdrag teruggedraaid, maar de Franse veroveringen in de Spaanse Nederlanden zoals Rijsel en Oudenaarde werden wel aan Frankrijk toegekend.
De Republiek moest leren dat het niet in de weg van de "grote" Zonnekoning moest staan. Daarom kreeg zowel het mercantilisme als de diplomatie van Lodewijk XIV een agressief anti-Nederlands karakter. Door middel van omkoping wist hij Zweden zo ver te krijgen om de Triple Alliantie te verlaten. Ook probeerde hij een wig te drijven tussen de Engelsen en de Nederlanders door steun te geven aan Karel II van Engeland. Uiteindelijk resulteerde dit in het geheime Verdrag van Dover waarin de Britse koning Karel II formeel zijn steun aan de Republiek opzegde. In ruil daarvoor zou Lodewijk hem twee miljoen pond geven. Dit kon zelfs drie miljoen worden bij een eventuele oorlog tegen de Republiek. Ondertussen werd Johan de Witt een rad voor de ogen gedraaid door de suggestie dat er voor de Republiek nog altijd iets te regelen viel met Frankrijk.

#### De oorlog met de Republiek

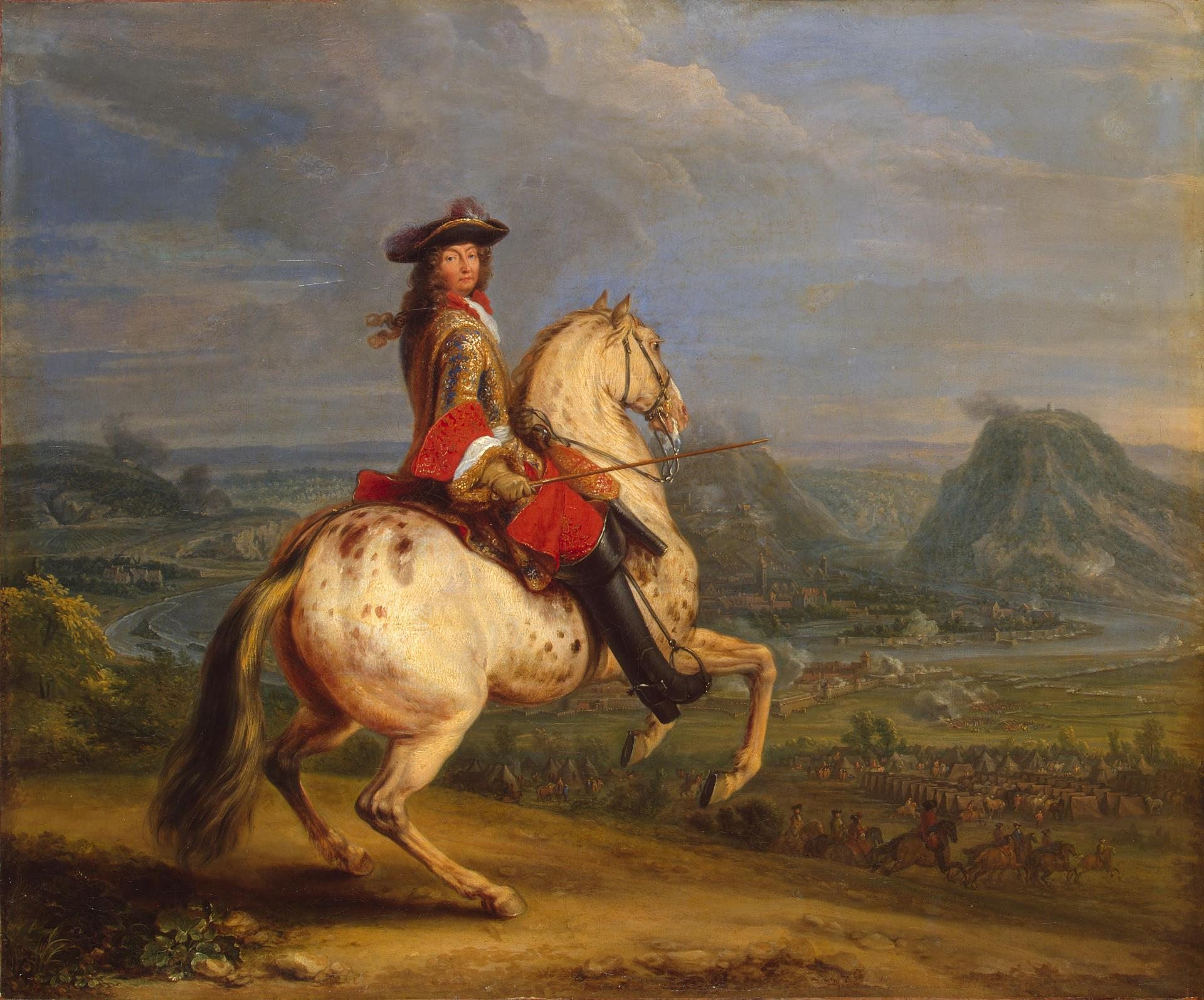
Lodewijk XIV bij de inname van Besançon, geschilderd door Adam Frans van der Meulen

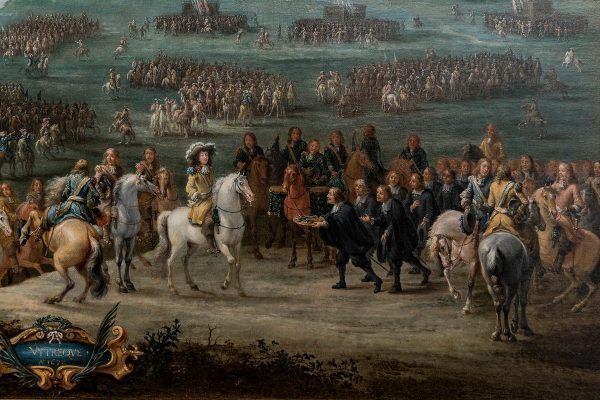
Lambert de Hondt (II): Lodewijk XIV ontvangt de sleutels en overgave van de stad Utrecht, 30 juni 1672 (detail)

Lodewijk XIV zon op wraak op de Republiek vanwege haar rol in de Devolutieoorlog. Zijn belangrijkste motief om ten strijde te trekken was zijn dorst naar glorie. De oorlog met de Republiek begon met de aanval op een Nederlands konvooi in Het Kanaal. Op 5 mei 1672 voegde Lodewijk XIV zich bij het leger van Turenne in Charleroi om gezamenlijk op te trekken. Op 12 juni staken de Franse legers vervolgens de Rijn over bij het tolhuis in Lobith. Een wapenfeit dat Lodewijk groots vierde in Versailles. De opmars van het Franse leger werd gestuit door de Hollandse Waterlinie. Tijdens zijn verblijf in Nederland had Lodewijk XIV enige tijd zijn intrek genomen in Kasteel Heeswijk en sloot daar met Engelse gezanten het Akkoord van Heeswijk. Hij keerde terug naar Frankrijk, maar in 1673 vertrok Lodewijk voor een tweede keer naar de Republiek om persoonlijk het Beleg van Maastricht te leiden. Na dertien dagen gaf de stad zich over aan de Zonnekoning. De Fransen begonnen ook de stad Trier te belegeren. Hierdoor keerden de kansen van Frankrijk omdat deze actie leidde tot de deelname van Oostenrijk aan de oorlog. Met de inname van Bonn door Willem III van Oranje kwam een einde aan Lodewijks aspiraties in de Republiek. In 1674 leidde Lodewijk XIV persoonlijk de veldtocht naar de Franche-Comté. Binnen zes weken wist hij de provincie te veroveren. Ook deze verovering werd groots gevierd in Versailles.
In de tussentijd kreeg Lodewijk XIV op het thuisfront te maken met oproerkraaiers. Door de opmerkzaamheid van een musketier werd een complot tegen de koning ontdekt dat gesmeed werd door enkele voorname edellieden onder wie Louis de Rohan. Ook de Nederlandse docent Franciscus van den Enden behoorde tot de samenzweerders. De intriganten hadden het plan om Lodewijk XIV af te zetten en te vervangen door zijn minderjarige zoon Lodewijk. Op 11 september 1674 werden de samenzweerders opgepakt en gevangengezet in de Bastille.
De oorlog zette zich voort in de Spaanse Nederlanden en in de Duitse landen. In deze gebieden leidden de Grote Condé en Turenne de Franse legers. In 1674 had Lodewijk XIV opdracht gegeven aan Sébastien Le Prestre de Vauban om een reeks forten aan de noordgrens te bouwen. Drie jaar later was Frankrijk moegestreden en stuurde het aan op vredesonderhandelingen. Begin augustus 1678 werd de Vrede van Nijmegen gesloten. Franche-Comté bleef behouden voor Frankrijk, maar daar moest het wel een deel van zijn veroveringen in Vlaanderen voor teruggeven. De afgedwongen vrede was een relatief succes voor de Fransen, want ze hadden hun noordelijke grens weten te verstevigen. In Parijs werd de koning uitgeroepen tot Lodewijk de Grote, wat een duidelijke verwijzing was naar Alexander de Grote. De oorlog had er wel voor gezorgd dat Lodewijk in Willem III van Oranje een vijand voor het leven had gemaakt. De oorlog bleek ook een grote kostenpost te zijn voor de Franse staatskas. In 1672 bedroeg het begrotingstekort 8 miljoen pond; dat was gegroeid naar 24 miljoen in 1676.

### Centralisering van de macht (1678-1688)

#### Binnenlandse aangelegenheden
Lodewijk werd in zijn regering bijgestaan door een ministersteam, het Conseil d'en Haut. Het bestond in eerste instantie uit minister voor oorlog Michel le Tellier, die opgevolgd werd door François-Michel le Tellier, minister van buitenlandse zaken Hugues de Lionne en minister Jean-Baptiste Colbert van financiën, marine en koninklijke gebouwen. Het Conseil d'en Haut vergaderde in Versailles. Hier verzamelde Lodewijk ook de hoge Franse adel om zich heen. Jarenlang hadden de adellijke families kunnen handelen zoals zij wilden en met de Fronde nog vers in het geheugen wilde Lodewijk XIV hen in de gaten houden. Zijn regering rekruteerde Lodewijk dan ook uitsluitend uit de lagere ambtsadel. Voor de besturing van de provincies stelde Lodewijk XIV hoogstpersoonlijk intendanten aan. In totaal werden er 33 benoemd die op hun beurt ondersteund werden door honderden sub-afgevaardigden.
Omstreeks 1680 werd het hof van Versailles opgeschrikt door de zogenaamde Gifaffaire, waarin verschillende leden van de Franse aristocratie beschuldigd werden van vergiftiging en hekserij. In een poging de onderste steen boven te krijgen in dit schandaal, gelastte koning Lodewijk XIV een groot onderzoek, waarbij zelfs Lodewijks minnares Madame de Montespan niet gespaard werd. In 1682 werd het onderzoek gestopt. Tijdens het onderzoek waren 218 mensen gearresteerd, hadden 65 personen levenslang gekregen en waren 36 mensen terechtgesteld.
Door het stimuleren van de binnenlandse economie en nijverheid en door het heffen van tarieven op Nederlandse producten wist Colbert in 1683 de staatsschuld terug te brengen naar 10 miljoen Franse ponden. In september van dat jaar overleed Colbert, maar voor hem kwam geen kundige vervanger in de plaats. Dat jaar overleed nog iemand uit de nabije kring van Lodewijk, namelijk zijn vrouw Maria Theresia. Kort na haar dood hertrouwde de koning in het geheim met zijn maîtresse Madame de Maintenon. Onder haar invloed richtte Lodewijk XIV in 1686 het Institut Saint-Cyr op waar jonge meisjes uit de verarmde adel opgeleid konden worden.

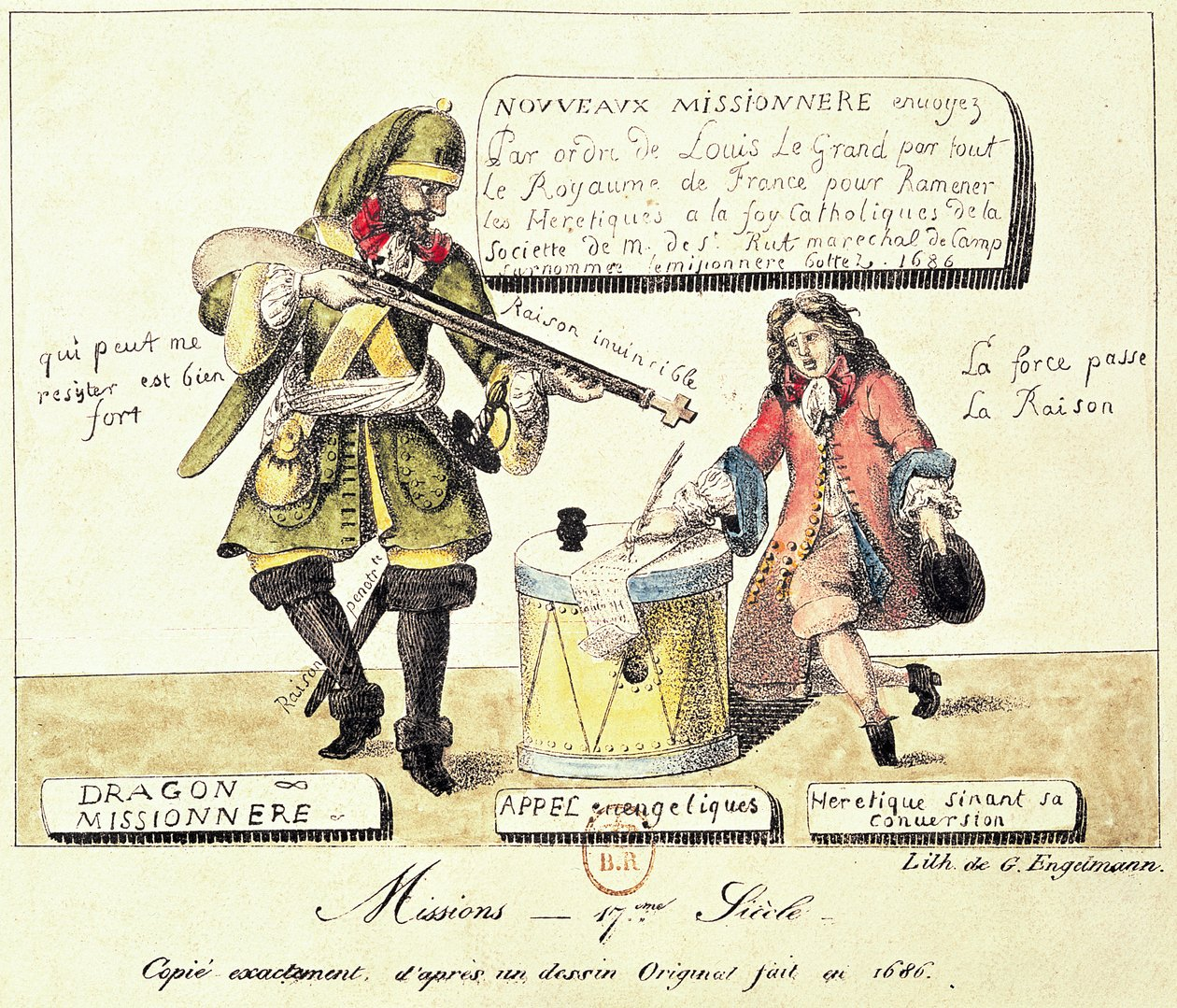
Na het Edict van Fontainebleau kwam er een harde bekeringscampagne in Frankrijk op gang, de zogenaamde dragonnades, waarin de hugenoten gedwongen werden om zich te bekeren.

In 1682 haalde Lodewijk XIV zich de woede van paus Innocentius XI op de hals doordat hij zich bemoeide met de financiën van de Franse kerken. Nog in datzelfde jaar keerde ook de Franse clerus zich tegen de paus met het opstellen van de Gallicaanse artikelen. Hierdoor ontstond een onwerkbare situatie tussen Rome en de Franse Kerk. Het conflict hield aan waardoor de paus weigerde in Frankrijk nieuwe bisschoppen te erkennen met als gevolg dat in 1685 35 bisschopszetels vacant waren. Lodewijk XIV probeerde weer bij de paus in de gunst te komen door de hugenoten in Frankrijk te bekeren of te vervolgen. Op 22 oktober 1685 ging Lodewijk XIV nog een stap verder en tekende hij het Edict van Fontainebleau. Hiermee maakte hij een einde aan het tolerante godsdienstbeleid van zijn grootvader en werd het protestantisme verboden. In totaal migreerden er ongeveer 200.000 hugenoten uit Frankrijk nadat het nieuwe edict was afgekondigd. Meer dan 600 officieren verlieten het land en vonden een nieuwe betrekking in buitenlandse dienst. Vele hugenoten emigreerden naar Duitse staten, sommigen zelfs naar Zuid-Afrika.
Vanuit de plekken waar de hugenoten naartoe gevlucht waren kwam een stroom van propaganda tegen het bewind van Lodewijk XIV op gang.
De harde bekering van de hugenoten zorgde niet voor een verbeterde relatie tussen Lodewijk XIV en Innocentius XI. Nadat de Zonnekoning zich in 1688 actief bemoeide met de successie van de prins-bisschop van Keulen werd hij nog datzelfde jaar door de paus geëxcommuniceerd.

#### Gezondheidsproblemen
Lodewijk XIV had in die jaren te kampen met gezondheidsproblemen. Bij een operatie aan zijn kiezen brak zijn bovenkaak wat tot gevolg had dat de koning voor de rest van zijn leven niet meer normaal kon eten of drinken. Omdat hij niet goed kon kauwen ontstonden er ook problemen met zijn ingewanden. Zo kreeg hij een jaar na de noodlottige kaakoperatie een fistel in zijn anus die pas na een halfjaar succesvol werd geopereerd. Bovendien kreeg hij last van jichtaanvallen.

#### Buitenlandse politiek

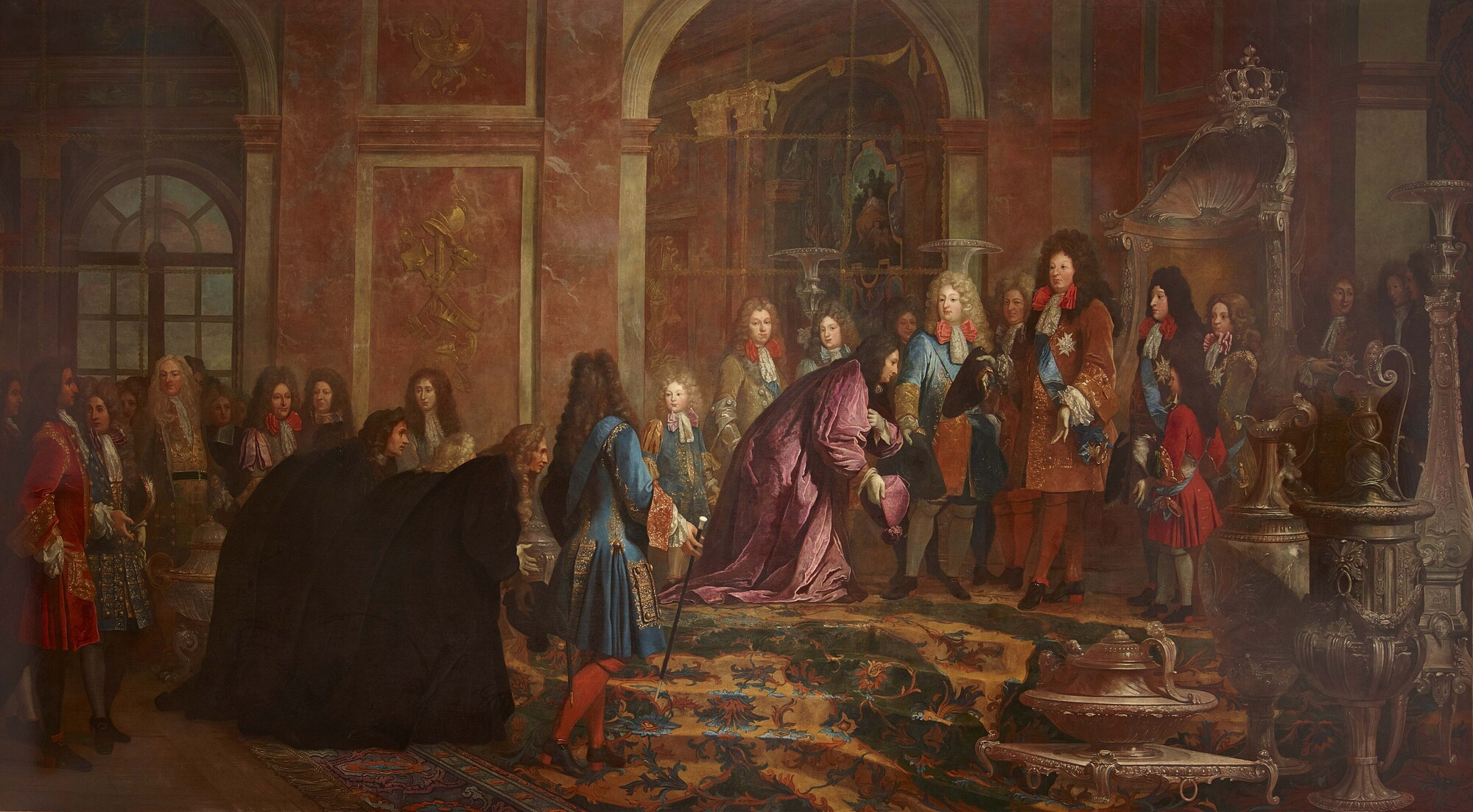
Lodewijk XIV ontvangt de doge van Genua, Francesco Maria Lercari Imperiale, op 15 mei 1685 na het Franse Bombardement van Genua, geschilderd door Claude-Guy Hallé.

Politiek gezien werden in de jaren tachtig van de zeventiende eeuw belangrijke stappen gemaakt. De pas opgerichte "herenigingskamers" wisten met behulp van oude juridische claims de grenzen van het rijk te verleggen. Tussen 1678 en 1680 schoven deze verder naar het oosten op en werd de Elzas onderdeel van het rijk. In twee jaar tijd verwierf Lodewijk op deze wijze meer gebieden dan in zes jaar oorlog. Pas in 1684 erkende keizer Leopold I met het Bestand van Regensburg de gebiedsuitbreidingen van Frankrijk ten koste van zijn voormalige grondgebied. In Noord-Amerika claimde de Franse kolonist René Robert Cavelier de La Salle in 1682 een groot gebied dat hij, naar de koning, Louisiana noemde. Onder Lodewijk XIV werden de banden met sultan Mehmed II van het Ottomaanse Rijk aangehaald om de Frans-Ottomaanse alliantie uit 1543 te versterken. In 1682 arriveerde er ook een achtkoppig ambassadeursteam onder leiding van Mohammad Temim in Versailles dat door koning Ismail van Marokko was gestuurd. Verder bemoeide Lodewijk XIV zich actief met het sturen van Franse jezuïeten naar het Chinese hof van keizer Kangxi in een poging om daar het religieuze monopolie van Portugal te doorbreken.
Na de dood van Karel II van de Palts schoof Lodewijk XIV zijn schoonzus Lieselotte van de Palts naar voren als nieuwe keurvorst. Verschillende Duitse vorstendommen sloten in reactie daarop de Liga van Augsburg. In 1686 werd deze Liga aangevuld met Zweden. Het eerste oogmerk van de Liga was defensief, namelijk het beschermen van de Palts.

### Strijd met Willem III (1688-1702)

#### Oorlog tegen de Liga van Augsburg

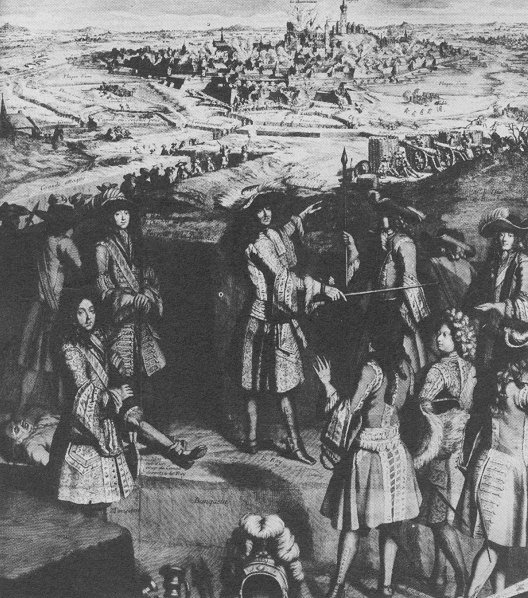
Lodewijk XIV bij het beleg van Bergen

De keizer en de paus weigerden akkoord te gaan met Lodewijk XIV's kandidaat voor het bisdom Keulen, Willem Egon van Fürstenberg. Om Keulen binnen de Franse invloedssfeer te houden besloten Lodewijk XIV en minister Louvois om militair in te grijpen. De Zonnekoning hoopte dat een korte militaire veldtocht naar de Rijn voldoende zou zijn om de keizer te bewegen het Bestand van Regensburg om te zetten in een definitieve overeenkomst. Het Franse leger ging in september 1688 over tot de aanval en belegerde Philippsburg. Lodewijk XIV was zelf niet langer fysiek in staat om legers aan te voeren en stuurde in zijn plaats zijn zoon Lodewijk, de Grand Dauphin, naar het front om de legers aan te voeren. Kort nadat Frankrijk tot de aanval was overgegaan liet hij een manifest publiceren met een aantal eisen waaraan voldaan moest worden om de oorlog af te wenden. De betrokken naties kregen vier maanden de tijd om op het ultimatum te reageren.
Lodewijk XIV drong erop aan, tegen de adviezen van zijn ministers in, om hard op te treden bij de inname van steden als Mainz en Koblenz. Meerdere historici menen dat Lodewijk op dit punt van zijn leven zulke vreemde beslissingen nam dat hij als verminderd toerekeningsvatbaar moet worden beschouwd. De Zonnekoning en zijn ministers hadden zich misrekend in de positie van de Duitse keizer. Na de brute aanvallen van de Fransen op Mainz en Koblenz verplaatste Leopold I, ondanks de dreiging van de Ottomanen, een groot deel van zijn leger naar het westen en mobiliseerde de Liga van Augsburg. Ook de afzetting van Jacobus II van Engeland door Willem III van Oranje kwam niet goed uit voor de Franse plannen. Wel kreeg Lodewijk een welkom cadeau toen Jacobus II en zijn familie in ballingschap kwamen wonen in Frankrijk.
Lodewijk XIV bemoeide zich actief met de verkiezing van de nieuwe paus in 1691. Voorafgaand aan het conclaaf had kardinaal Pietro Ottoboni verklaard dat het verbeteren van de betrekkingen met Frankrijk zijn belangrijkste prioriteit was. Na zijn verkiezing nam Ottoboni de naam paus Alexander VIII aan en werden de banden tussen de Pauselijke Staat en Frankrijk hersteld. Lodewijk XIV gaf Avignon en de Venaissin terug aan de paus en in ruil daarvoor werd Toussaint de Forbin-Janson tot kardinaal benoemd. Pas onder Alexander VIII's opvolger Innocentius XII werd er tot een oplossing gekomen over de Gallicaanse Artikelen die in 1682 bijna tot een schisma hadden geleid.

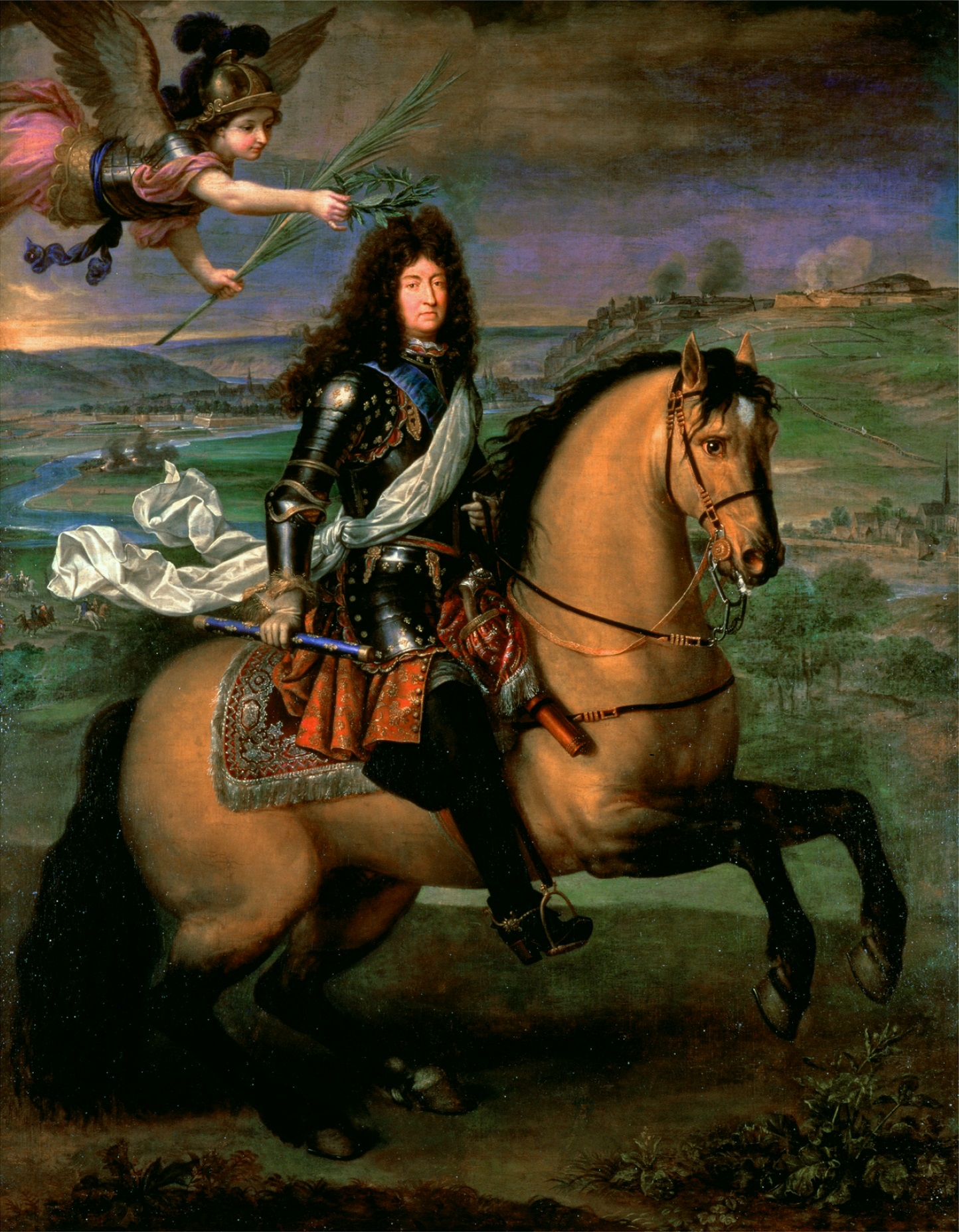
Ruiterportret van Lodewijk XIV na het beleg van Namen in 1692, geportretteerd door Pierre Mignard

In mei 1690 sloten Engeland en de Republiek zich aan bij de Liga van Augsburg waardoor er een monsterverbond werd gecreëerd tegen het agressieve Frankrijk. De Liga van Augsburg bestond daarnaast uit het Heilig Roomse Rijk, Spanje, Portugal, Zweden en Savoye. Hierdoor moest Frankrijk een oorlog op vier fronten uitvechten; aan de grens met Spanje, in de Spaanse Nederlanden, aan de grens met Savoye en in Ierland. De oorlog, die bekend is gaan staan als de Negenjarige Oorlog, was een zware last voor de schatkist. In de hoop de tekorten aan te vullen werd al het zilverwerk van Versailles verkocht. De opbrengst van twee miljoen pond was allesbehalve voldoende om de tekorten aan te vullen. Dat in de zich voortslepende en dure oorlog nauwelijks successen geboekt werden weet Lodewijk aan minister Louvois, maar voor Lodewijk XIV hem kon ontslaan overleed Louvois in 1691. In datzelfde jaar trok de Zonnekoning, ondanks zijn jicht, naar het front om persoonlijk leiding te geven aan het beleg van Bergen. Na de dood van Louvois werd de macht van Lodewijk XIV almaar absolutistischer en kwamen alle impulsen voor het staatsapparaat van de koning.
In 1692 bracht Lodewijk XIV opnieuw een bezoek aan het front, dit keer bij het beleg van Namen. Hij leidde gezamenlijk met zijn maarschalk Sébastien Le Prestre de Vauban het beleg. De inname van de stad op 22 juni leidde tot grote feestvreugde in Frankrijk. Voor de allerlaatste keer in zijn leven trok Lodewijk op 15 mei 1693 naar het front, maar na de inname van Heidelberg keerde hij terug naar Versailles.
In 1693 en 1694 heerste er in Frankrijk hongersnood als gevolg van mislukte oogsten; Emmanuel Le Roy Ladurie schat het aantal doden op twee miljoen, maar volgens Marcel Lachiver stierven er toen in twee jaar tijd 2.836.800 Fransen, ongeveer evenveel als in de Eerste Wereldoorlog, maar dan in twee in plaats van vier jaar - terwijl de bevolking slechts half zo groot was; dit kwam neer op meer dan een tiende van de bevolking. Daarvan stierven er 1.800.500 in een jaar tijd, van augustus 1693 tot juli 1694. Een belangrijke oorzaak voor deze hongersnood was het belastingstelsel. Hierdoor nam ook langzamerhand in eigen kring de kritiek toe op het bewind en het handelen van Lodewijk XIV. Met name van de Franse aartsbisschop François Fénelon die in Versailles belast was met de opvoeding van de hertog van Bourgondië. Hij stuurde anoniem een brief naar Madame de Maintenon waarin hij scherpe kritiek uitte:

Sinds ongeveer dertig jaar hebben uw ministers alle principes van de staat aan het wankelen gebracht om uw gezag naar ongekende hoogten te voeren, een gezag dat voorheen het hunne was. Van staat en regels is geen sprake meer. Alleen de koning en zijn wensen lijken nog van belang te zijn. Men heeft uw inkomsten en uitgaven opgedreven als nooit tevoren; men heeft u verheven tot in de hemel omdat u, naar men zegt, de grandeur van uw voorvaderen wilt uitwissen, dat wil zeggen omdat u heel Frankrijk in armoede hebt gestort, zodat het hof kan leven in een luxe die even monsterlijk als ziekelijk is.

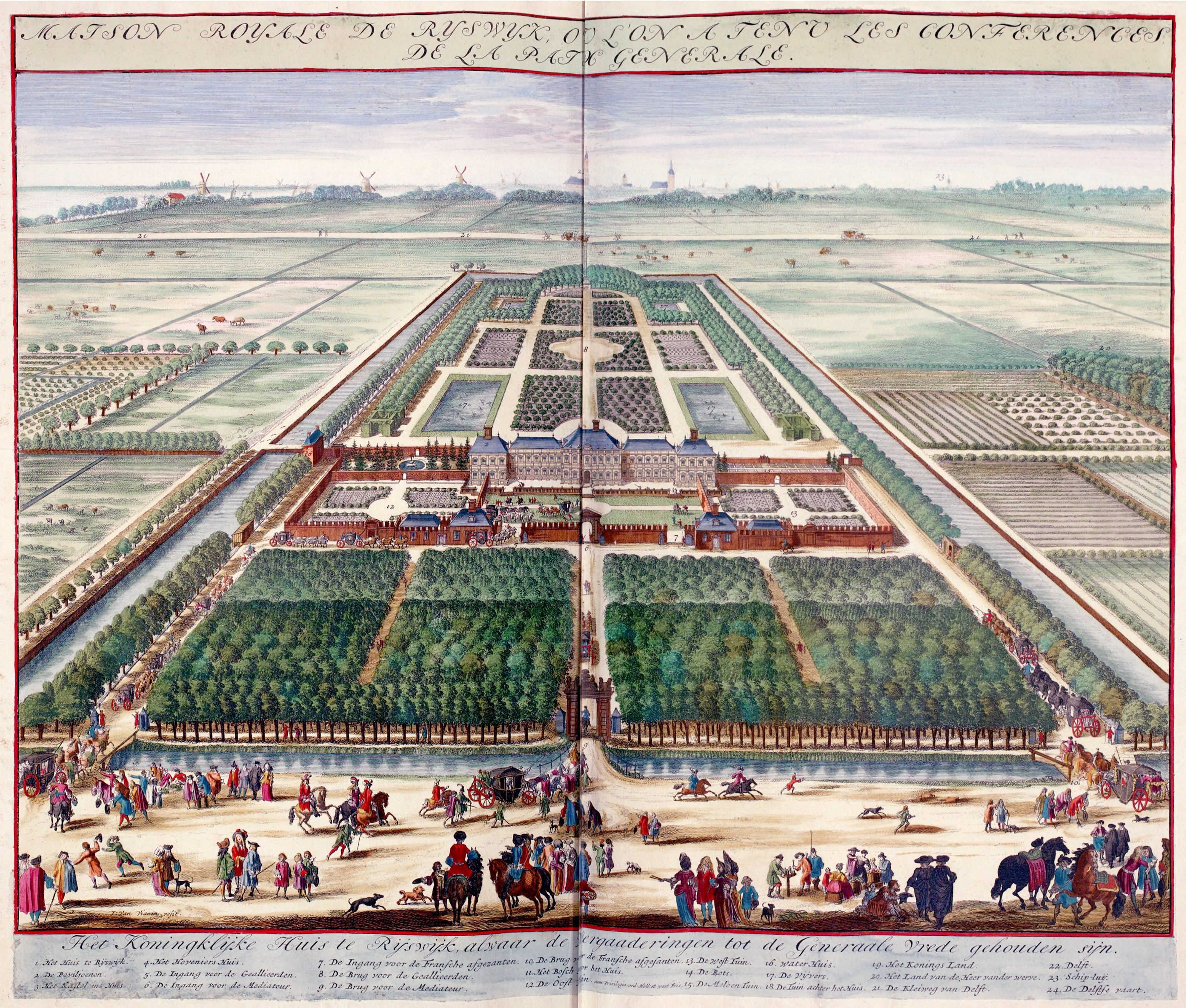
Tekening van het Huis Ter Nieuburch in Rijswijk waar de onderhandelingen plaatsvonden. Namens Frankrijk werden de onderhandelingen gevoerd door Harlay, Crécy, en Callières.

Een antwoord op de kritiek werd nooit gegeven, maar het quiëtisme waar Fénelon zich hard voor maakte werd wel aangepakt en dan met name door hoftheoloog Jacques-Bénigne Bossuet. Door middel van een kerkelijke commissie, waar hij deel van uitmaakte, ging Bossuet de strijd met Fénelon aan. De oorlog woedde onverminderd voort, maar in 1697 kwamen de eerste gesprekken tussen de partijen op gang om tot een akkoord te komen. Uiteindelijk startten op 6 mei de officiële onderhandelingen in Huis ter Nieuburch in Rijswijk. In het uiteindelijke vredesverdrag deed Lodewijk een aantal grote toezeggingen. Alle annexaties van de Herinneringskamers werden tenietgedaan en het werd de Republiek toegestaan om garnizoenen te vestigen in de Spaanse Nederlanden. Alleen Straatsburg en de Elzas bleven voor Frankrijk behouden. Met de Vrede van Rijswijk kwam tevens een einde aan de Franse hegemonie die duurde van 1660 tot 1680.

#### Spaanse successie

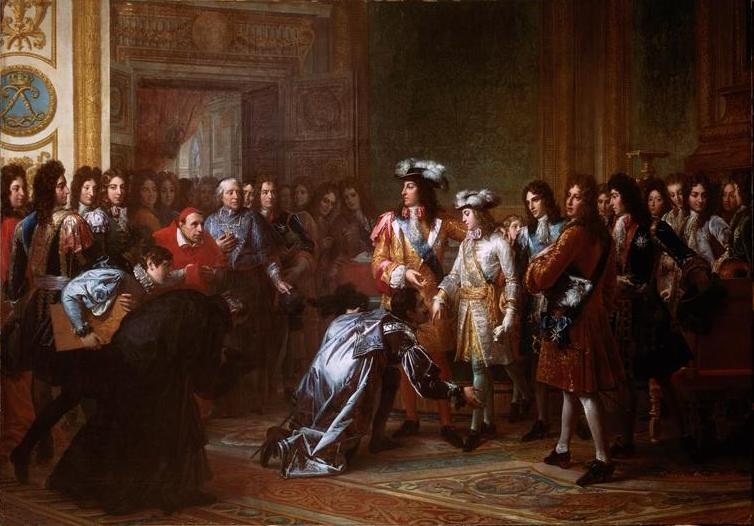
De proclamatie van Filips van Anjou als de nieuwe koning van Spanje, geschilderd door François Pascal Simon Gérard

In 1698 probeerde Willem III van Oranje toenadering tot Frankrijk te zoeken. Daartoe stuurde hij Hans Willem Bentinck als zijn ambassadeur naar Versailles. Bentincks verblijf aan het Franse hof duurde een halfjaar. Tijdens de gesprekken die werden gevoerd kwam ook regelmatig de opvolging van de kinderloze Spaanse koning Karel II ter sprake. Bij diens overlijden zouden zijn bezittingen en daarmee de Spaanse troon vererven naar een van zijn twee zwagers, de Franse koning Lodewijk en de Duitse keizer Leopold. Lodewijk meende recht te hebben op Karel II's erfenis door de familiebanden die hij met de Habsburgers had via zijn huwelijk en zijn moeder. Toch ging hij akkoord met een herverdelingsplan dat werd vastgelegd in het Verdrag van Den Haag, waarbij Spanje toeviel aan de vijfjarige Jozef Ferdinand van Beieren. De plannen moesten worden herzien toen in 1699 Jozef Ferdinand van Beieren overleed. Er werd onderhandeld over een tweede verdelingsverdrag, maar op zijn doodsbed wees Karel II de kleinzoon van Lodewijk XIV, Filips van Anjou aan als zijn opvolger. De Zonnekoning erkende het testament van Karel II en op 16 november vond de proclamatie van de nieuwe koning in Versailles plaats. De kleinzoon van Lodewijk XIV werd als Filips V de nieuwe koning van Spanje.
Ondertussen verhardde de relatie tussen de koning en zijn jongere broer Filips van Orléans. Deze drong al enige tijd aan op promotie van zijn zoon Filips, de hertog van Chartres, die zich tijdens de Negenjarige Oorlog een kundig militair had getoond. Zijn vader drong erop aan om Filips te benoemen tot opperbevelhebber, terwijl Lodewijk XIV wilde dat Filips aan het hof bleef. Op 8 juni 1701 nam de hertog van Orléans het in een heftig gesprek met Lodewijk XIV op voor zijn zoon, maar de krachtmeting tussen de twee leidde diezelfde avond tot een beroerte bij Filips van Orléans. De volgende dag overleed hij. Door de dood van zijn vader erfde de hertog van Chartres het hertogdom Orléans en werd hij een vermogend man, waarna de relatie tussen de Zonnekoning en zijn neef gaandeweg verbeterde.

### Laatste jaren (1702-1715)

#### Spaanse Successieoorlog

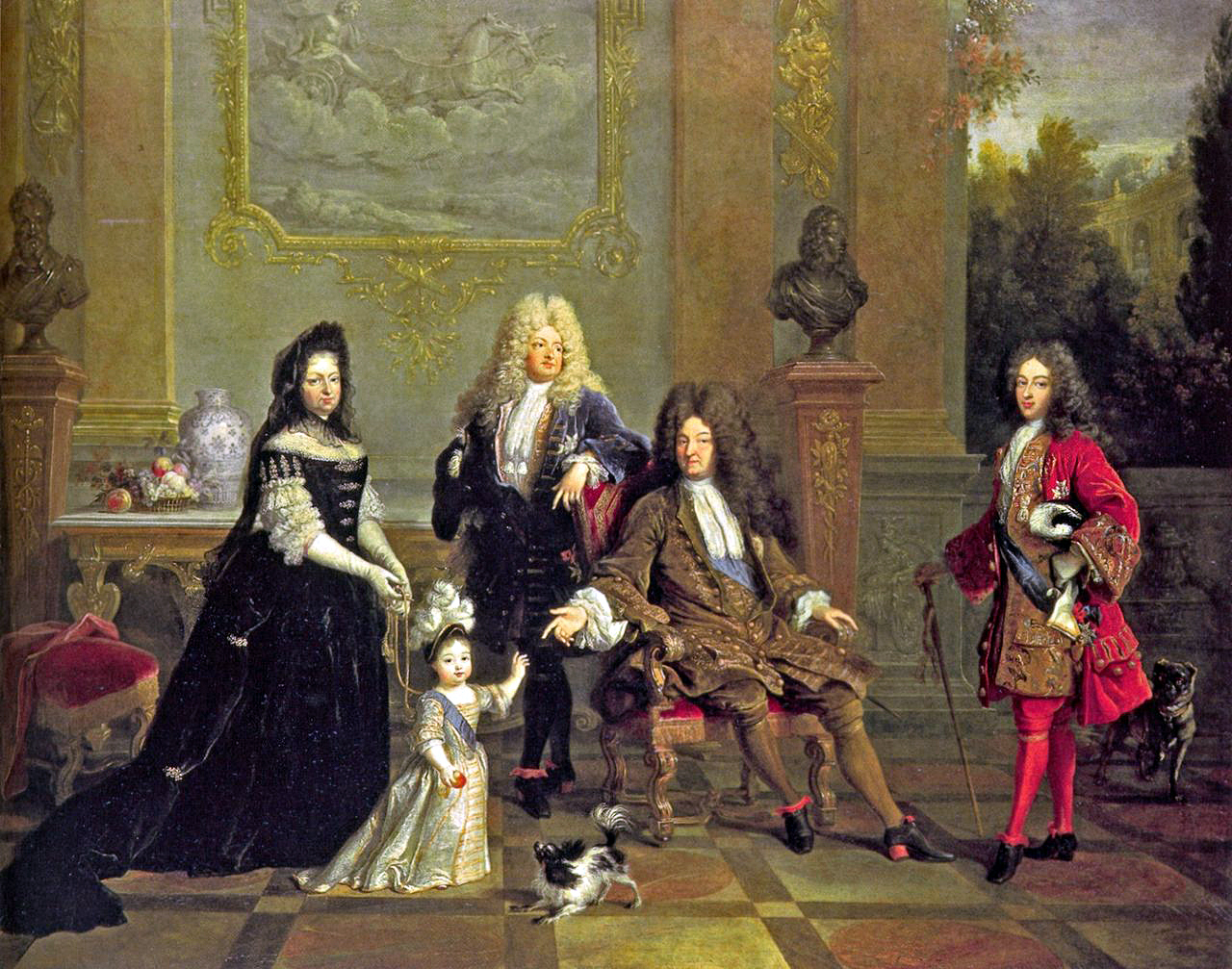
Lodewijk XIV met zijn familie in 1711. Van links naar rechts: Borstbeeld van Hendrik IV; Madame de Ventadour, de gouvernante van de achterkleinkinderen; het kind Lodewijk van Bretagne; Lodewijk, le Grand Dauphin, Lodewijk XIV, borstbeeld van Lodewijk XIII en Lodewijk van Bourgondië.

De machtsovername van de Bourbons in Spanje in 1701 leidde niet tot de verwachte golf van protest in het buitenland. Frankrijk en Spanje begonnen te werken aan nieuwe handelsakkoorden waarin onder meer overeengekomen werd dat de lucratieve Spaanse slavenhandel zou toevallen aan Franse handelaars. Deze akkoorden brachten wel een reactie in Europa teweeg. Toch werd de situatie pas precair toen Lodewijk XIV na de dood van de verbannen Engelse koning Jacobus II diens zoon Jacobus Frans Eduard Stuart erkende als de rechtmatige koning van Engeland. Gedreven door rancune over deze beslissing van de Zonnekoning en ook vanwege de handelsbelangen die in het geding waren kreeg Willem III, de koning van Engeland, verschillende Europese landen zover om op 2 mei 1702 Frankrijk de oorlog te verklaren. Dit betekende het startsein voor de Spaanse Successieoorlog.
De koning leed inmiddels aan slapeloosheid en jicht. Ook zijn spijsvertering verslechterde en hij kreeg last van obstipatie, die met behulp van laxeermiddelen werd verholpen. De oorlog sleepte zich voort en Lodewijk stuurde zijn verre verwant Lodewijk Jozef van Vendôme naar het front om orde op zaken te stellen. De hertog van Vendôme bewees zich daar succesvol en werd overgeplaatst naar de Zuidelijke Nederlanden. In Italië werd hij opgevolgd door Filips van Orléans. Gedurende de Spaanse Successieoorlog leed het Franse leger diverse grote nederlagen. Op 13 augustus 1704 werd het leger van de hertog van Tallard verslagen in de slag bij Blenheim. De bloedige nederlaag in 1706 in de slag bij Ramillies had grote gevolgen voor de Franse militaire aspiraties. Na die slag ging de ene na de andere "Franse" stad in de Spaanse Nederlanden verloren. Het nieuws van beide nederlagen werd lange tijd verzwegen voor de Zonnekoning, omdat er gevreesd werd voor diens gezondheid.
In 1708 waren de Franse oorlogsuitgaven tot 200 miljoen pond gestegen, terwijl er minder dan 53 miljoen binnenkwam. Lodewijk XIV stuurde zijn kleinzoon en beoogde troonopvolger, de hertog van Bourgondië, naar het front om daar in de leer te gaan bij de hertog van Vendôme. Door onderlinge rivaliteit tussen beiden bleek die keus slecht uit te pakken voor de krijgsverrichtingen. Zo konden ze het niet eens worden over de te volgen strategie, waardoor ze de slag bij Oudenaarde verloren. Door de aanhoudende oorlog en een strenge winter stegen de broodprijzen in Frankrijk enorm. Dit had tot gevolg dat onder de bevolking een stemming groeide gericht tegen de heersende klasse. Dit geluid bereikte de raadkamers van Versailles. Ook de stemming op het hof sloeg om en de hovelingen waren bereid akkoord gaan met een vrede op voor hen ongunstige voorwaarden. In opdracht van Lodewijk XIV reisde minister Torcy naar Den Haag om te onderhandelen met raadspensionaris Anthonie Heinsius. De Torcy was bereid ver te gaan, maar niet zover om Filips V van zijn troon te laten stoten, waarop de onderhandelingen vastliepen.
In een poging iets van zijn gezichtsverlies te redden stelde Lodewijk XIV op 12 mei 1709 een opmerkelijke daad. Hij richtte zich persoonlijk tot zijn volk, verantwoordde zijn beleid en vroeg om steun. In een pamflet, dat mede was geschreven door Torcy, werden de woorden van de koning door het land verspreid. Daarmee slaagde de Zonnekoning erin een golf van paternalisme op te roepen bij zijn volk. De slag bij Malplaquet volgde en daar wist maarschalk Villars Frankrijk te behoeden voor een invasie door de coalitie. Ondertussen waren er vredesbesprekingen begonnen in Utrecht en Lodewijk XIV ging ermee akkoord dat zijn kleinzoon, de koning van Spanje, afstand moest doen van Franse troonopvolging. Een halfjaar later ging ook Filips V zelf akkoord en op 11 april 1713 werd de Vrede van Utrecht getekend.

#### Opvolgingsstrijd

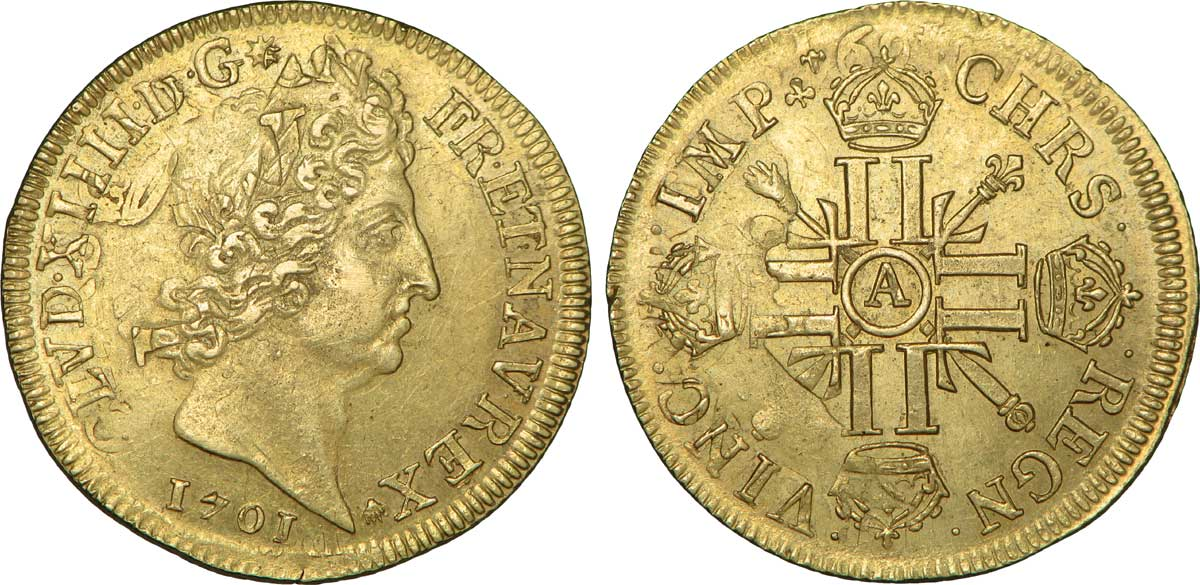
Afbeelding van Lodewijk XIV op een Louis d'Or

Op 9 april 1711 bereikte Lodewijk XIV het nieuws dat zijn zoon, de troonopvolger, de pokken had opgelopen en na een ziektebed van zes dagen was overleden. Het overlijden van zijn enige wettige zoon raakte de koning diep. In 1712 vielen twee andere erfgenamen van Lodewijk XIV weg; de hertog van Bourgondië en de hertog van Bretagne. Ondertussen werd door Lodewijk XIV's buitenechtelijke zoon, Lodewijk August van Maine, het gerucht verspreid dat de kinderen van le petit Dauphin door Filips van Orléans verwekt waren. Ook werd Filips verweten dat hij door middel van vergif de drie dauphins had vermoord.
Door zijn ouderdom was Lodewijk XIV veel minder aanwezig als koning dan voorheen. Publieke vertoningen vermeed hij meestal en ook bij de ministerraad was zijn stem minder vaak te horen. Wel streefde hij nog steeds naar godsdienstzuiverheid en was hij in staat paus Clemens XI te bewegen verschillende bullen uit te vaardigen tegen het jansenisme dat in Frankrijk woedde. De spanning tussen de jansenisten en de Rooms-Katholieke Kerk overschaduwde de laatste jaren van het bewind van Lodewijk.

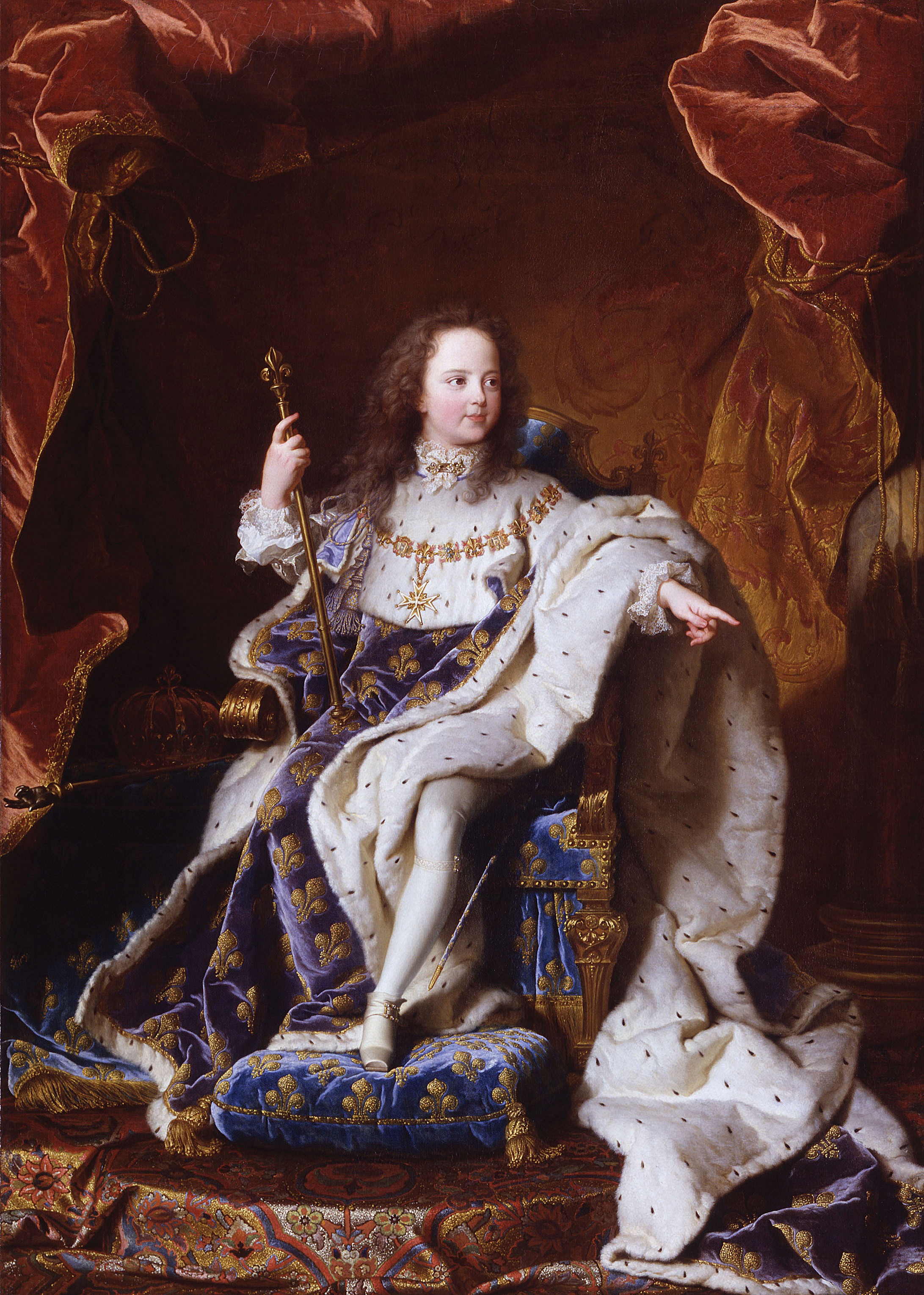
De vijfjarige Lodewijk XV in zijn koningsgewaden, achterkleinzoon van Lodewijk XIV, geportretteerd door Hyacinthe Rigaud

In een poging te voorkomen dat zijn dynastie in handen zou vallen van Filips van Orléans benoemde Lodewijk XIV zijn inmiddels erkende buitenechtelijke zonen Lodewijk August en Lodewijk Alexander in juli 1714 tot prins van den bloede, waardoor ze in aanmerking kwamen voor de Franse troon. Ook liet Lodewijk XIV een testament opstellen waarin hij beide natuurlijke zonen benoemde in de regentschapsraad. De hertog van Orléans werd in zijn testament slechts nog het hoofd van die raad. Alle beslissingen van de raad moesten bij meerderheid van stemmen genomen worden. Het testament werd geheim gehouden tot de dood van de koning.

#### Lijn van successie in 1715
- Lodewijk XIII (1601–1643)
  -  Lodewijk XIV (1638–1715)
    - Lodewijk, le Grand Dauphin (1661–1711)
      - Lodewijk van Bourgondië (1682–1712)
        - Lodewijk van Bretagne (1707–1712)
        - (1) Lodewijk van Anjou (1710–)

      - Filips V van Spanje (1683–)
      - Karel van Berry (1686–1714)

  - Filips I van Orléans (1640–1701)
    - (2) Filips II van Orléans (1674–1723)
      - (3) Lodewijk van Chartres (1703–1752)

### Dood en begrafenis

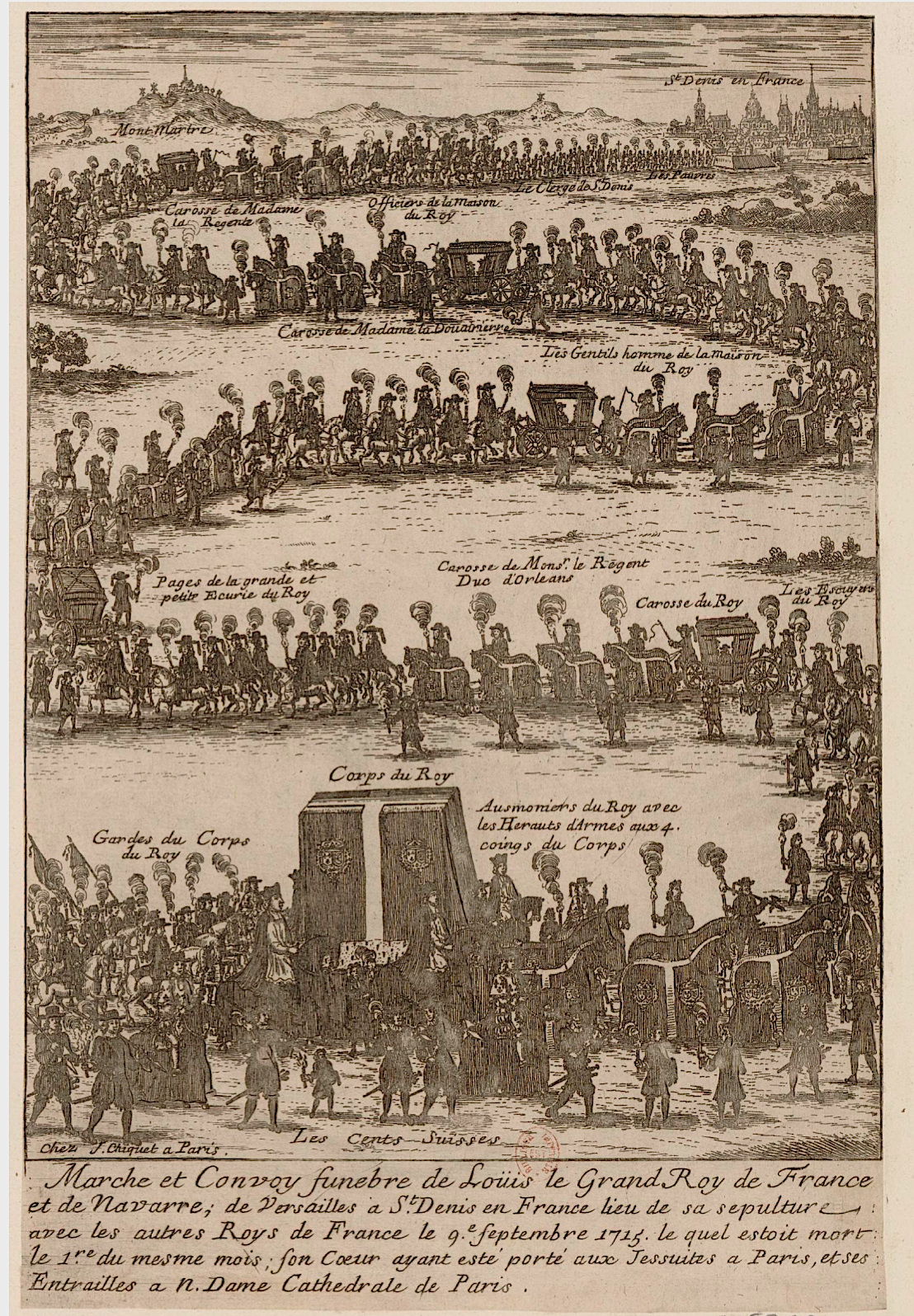
De begrafenisstoet van Lodewijk XIV naar Saint-Denis, gravure door Jacques Chicuet

In augustus 1715 ontdekten doktoren een zwarte plek op een van de benen van Lodewijk XIV. Het bleek gangreen te zijn, een ziekte die de artsen niet konden behandelen. Op 25 augustus ontving Lodewijk XIV van kardinaal Armand Gaston Maximilien de Rohan de Laatste Sacramenten. De dag daarna kwam zijn achterkleinzoon en troonopvolger aan zijn bed aan wie de Zonnekoning een laatste advies gaf. Hij zei ook tegen hem: "Te vaak ben ik lichtzinnig de oorlog ingestapt." Lodewijk zakte uiteindelijk weg in een coma en op 1 september, om 8.15 in de ochtend, overleed de Zonnekoning.
De laatste woorden van de vorst werden opgetekend door Voltaire en waren naar verluidt:

Waarom huilen jullie, dachten jullie dat ik onsterfelijk was?

Zijn overlijden werd alom in Europa herdacht. Koning Frederik Willem I van Pruisen riep tegen zijn samengeroepen regering: "Mijn heren, le roi est mort." In de Republiek waren de reacties op de dood van Lodewijk XIV positief, zo getuigt een brief van de gouverneur-generaal van de
VOC te Batavia aan de Heren XVII in Amsterdam: "Het overlijden van Louis de 14*, Koning van Vrankrijk, is te geloven, dat aan de ruste in Europa niet nadeelig sal wesen, hoewel het ook noyt gebreeken sal aan geesten, die genegen sullen zijn deselve te stooren." In Frankrijk zelf reageerde de bevolking grotendeels opgelucht op het overlijden van hun vorst. De successen uit zijn eerste jaren waren door het volk vergeten, maar zijn absolutisme werd hem zwaar aangerekend. De aanbidding van hun vorst had plaats gemaakt voor laatdunkendheid. In schotschriften die in Parijs werden verspreid werd hij beschimpt als de "failliete" (berover des volks).
Direct na de dood van de Zonnekoning kreeg de vijf jaar oude Lodewijk XV de eerste steunbetuigingen van het hof. De overledene werd gebalsemd en opgebaard in Versailles. Op 6 september werd het lichaam onder begeleiding van een rouwstoet van ongeveer 800 musketiers, lijfwachten en vaandeldragers naar de kathedraal van Saint-Denis gebracht, maar slechts weinig burgers liepen uit voor de rouwstoet. In de kerk werd een grote uitvaartplechtigheid gehouden in de traditie van Versailles. Tijdens de plechtigheid werden meerdere stukken van Michel-Richard de Lalande ten gehore gebracht.
Op 2 september werd conform de traditie het testament geopend en tijdens een bijeenkomst van het Parlement van Parijs op diezelfde dag voorgelezen. Met hulp van het parlement slaagde Filips van Orléans erin om de bepalingen in het testament een voor een nietig te laten verklaren. De lit de justice, een bijzondere formele zitting van het parlement, vond op 12 september plaats en daarmee werd Filips van Orléans officieel de regent van Frankrijk tot aan de meerderjarigheid van Lodewijk XV.

## Privéleven en patronage

### Gezondheid
Een sterke gezondheid was deel van het imago dat de Zonnekoning projecteerde, maar niet van de realiteit. Zijn medische problemen zijn van 1647 tot 1711 bijgehouden in het Journal de Santé du Roi. Naar de doctrines van die tijd voerden zijn lijfartsen (achtereenvolgens Jacques Cousinot, François Vautier, Antoine Vallot, Antoine d'Aquin en Guy-Crescent Fagon) behandelingen uit die niet altijd bevorderlijk waren voor de patiënt. De koning onderging regelmatig aderlatingen, purgeringen en darmspoelingen.
Op achtjarige leeftijd kreeg Lodewijk de pokken. Hij overleefde maar droeg de ziekte mee in zijn door littekens gemerkte aangezicht. Op zestienjarige leeftijd leed hij aan de geslachtsziekte gonorroe. Toen hij twintig was viel hij ten prooi aan een gevaarlijke koorts, wellicht door tyfus. In het eerste deel van zijn regeerperiode kampte hij met verkoudheden en duizeligheid, alsook met periodes van doofheid en neerslachtigheid. Vermoedelijk had hij ook parasitaire infestaties als ascaris, trichinella en fasciola hepatica.
In 1683 ontwrichtte hij zijn schouder door een val van zijn paard. Hij genas goed maar ontwikkelde een vorm van reumatiek. Zijn tanden raakten in slechte staat en werden grotendeels getrokken. Als gevolg van deze pijnlijke ingrepen groeide er een fistel tussen mond en neus, waardoor hij een slechte smaak in de mond had en zijn adem kwalijk rook. De remedie was een cauterisatie. Tegen die tijd was Lodewijk obees geworden en begon hij te lijden aan jicht. In 1686 verhinderde een ontstoken anale fistel hem nog langer paard te rijden. Chirurg Charles-François Félix oefende op verschillende personen, stelde zo een nieuw scalpel op punt en opereerde de koning met succes. Hij had echter last van fecale incontinentie en ook de jichtaanvallen werden steeds pijnlijker. In augustus 1715 kreeg hij pijn aan zijn been, wat uiteindelijk dodelijk gangreen bleek te zijn.

### Liefdesleven

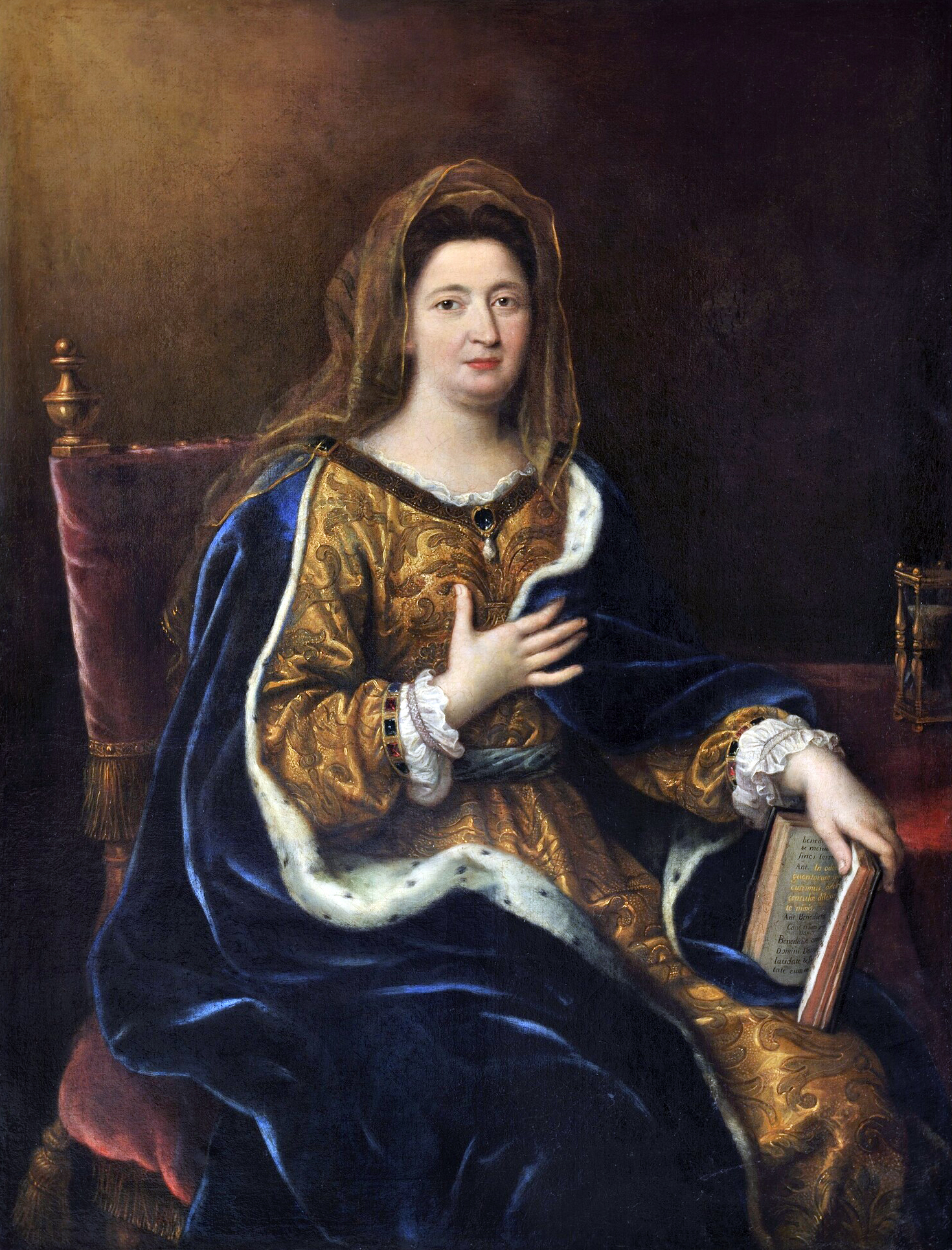
Madame de Maintenon was enige tijd een van de minnaressen van Lodewijk XIV. Na de dood van Maria Theresia trouwde de koning in het geheim met haar.

Na de geboorte van zijn oudste zoon en dauphin, Lodewijk, kreeg Lodewijk XIV steeds minder oog voor zijn vrouw Maria Theresia. In de tussentijd was Lodewijk verliefd geworden op de hofdame Henriëtta Anne van Engeland, de vrouw van zijn broer Filips. Zowel zijn eigen vrouw als zijn broer beklaagden zich over het gedrag van de koning bij diens moeder. In de hofhouding van Henriëtta leerde hij Louise de La Vallière kennen, bij wie hij twee kinderen kreeg. De koning vroeg echter van haar vermaak dat zij niet kon bieden waarop ze de hulp van Athenaïs de Montespan inschakelde. Weldra groeide er rivaliteit tussen Louise en Athenaïs om de gunst van de koning. Ook had Lodewijk XIV verhoudingen met Olympe Mancini, Bonne de Pons d'Heudicourt en Catherine Charlotte de Gramont. Lodewijk XIV verwekte verschillende kinderen bij Madame de Montespan die met grote zorgvuldigheid voor het hof verborgen werden gehouden. De kinderen werden toevertrouwd aan Madame de Maintenon, die ze opvoedde.
Nadat De La Vallière in het klooster intrad raakte de relatie van Lodewijk met Madame de Montespan bekend. In de hoop de schade te beperken kocht de koning de gokschulden van de markies van Montespan en diens huwelijk af. Ondanks de relaties die Lodewijk XIV had met andere minnaressen, zoals Anne de Rohan-Chabot en Isabelle de Ludres, bleef Madame de Montespan zijn favoriet. Uiteindelijk verloor zij die positie aan de pleegmoeder van haar kinderen: Madame de Maintenon. Kort na de dood van Maria Theresia in 1683 kreeg Madame de Maintenon van Lodewijk XIV een huwelijksaanzoek. In de nacht van 9 op 10 oktober 1683 werd het morganatisch huwelijk tussen de twee voltrokken in de Chapelle Royale van Versailles door bisschop François Harlay de Champvallon. Madame de Montespan hoopte lange tijd Lodewijk XIV terug te winnen. Ze gaf haar positie pas in 1691 op en trad toen in het klooster in. Nadat Lodewijk XIV met Madame de Maintenon in het huwelijk was getreden ging hij zich vromer en christelijker gedragen en onthield hij zich van echtelijke ontrouw. Dit werd toegeschreven aan de invloed die zijn nieuwe vrouw op hem had.

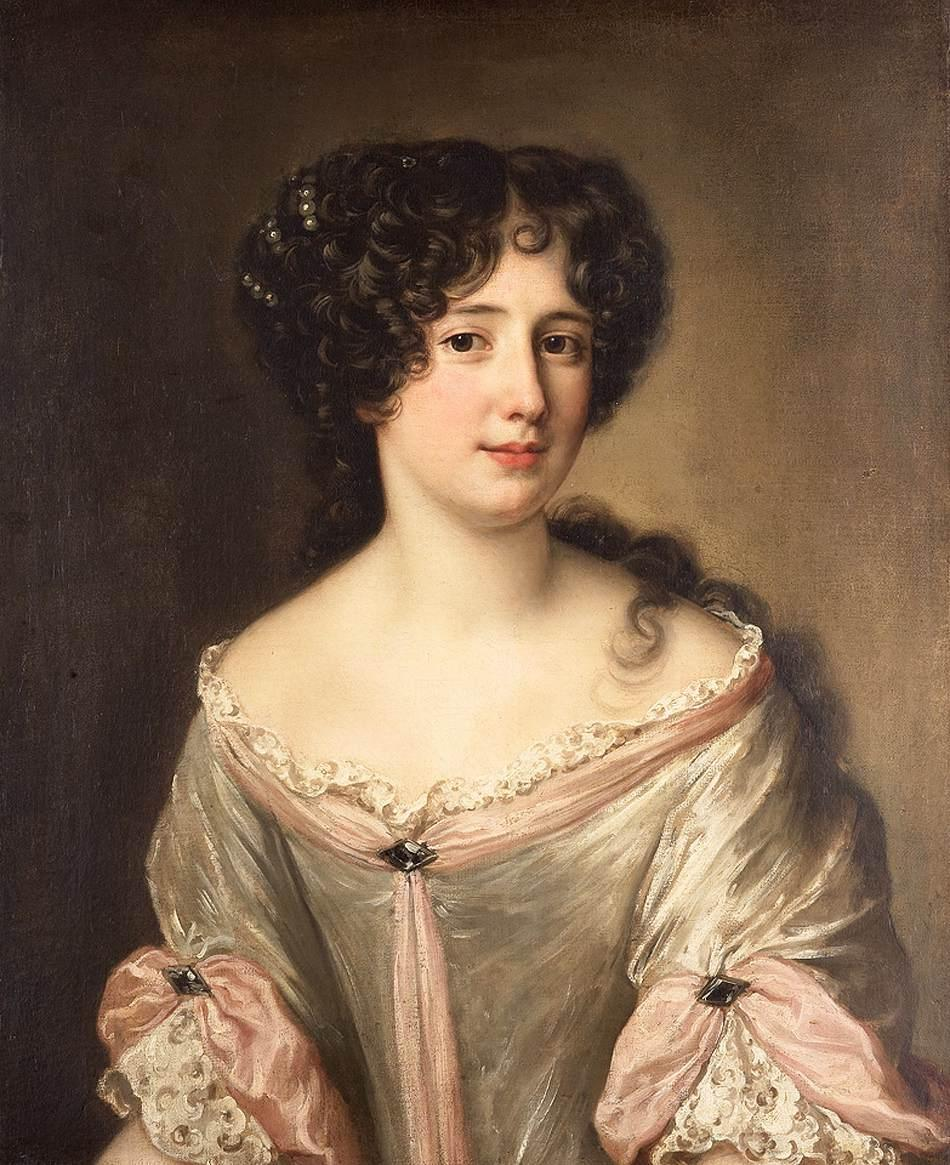
Maria Mancini was een van de allereerste liefdes van Lodewijk XIV en hij bracht met haar diverse bezoeken aan het toenmalige jachtslot van Versailles.

Voor zover bekend zijn er minstens vijftien favorieten en vermeende minnaressen die Lodewijk XIV voor zijn huwelijk met Madame de Maintenon had:
- Maria Mancini, een nicht van kardinaal Mazarin
- Olympe Mancini
- Lucie de La Motte-Argencourt
- Henriëtta Anne van Engeland, de romance tussen Lodewijk XIV was maar van korte duur en het wordt daarom betwijfeld of het een volwaardige liefdesaffaire was.[160]
- Louise de La Vallière
- Catherine Charlotte de Gramont, prinses van Monaco
- Madame de Montespan
- Bonne de Pons d'Heudicourt
- Anne de Rohan-Chabot
- Isabelle de Ludres
- Lydie de Rochefort-Théobon
- Marie Angélique de Scorailles
- Claude de Vin des Œillets
- Anne-Lucie de La Mothe-Houdancourt
- Madame de Maintenon

### Bouwprojecten

#### Versailles

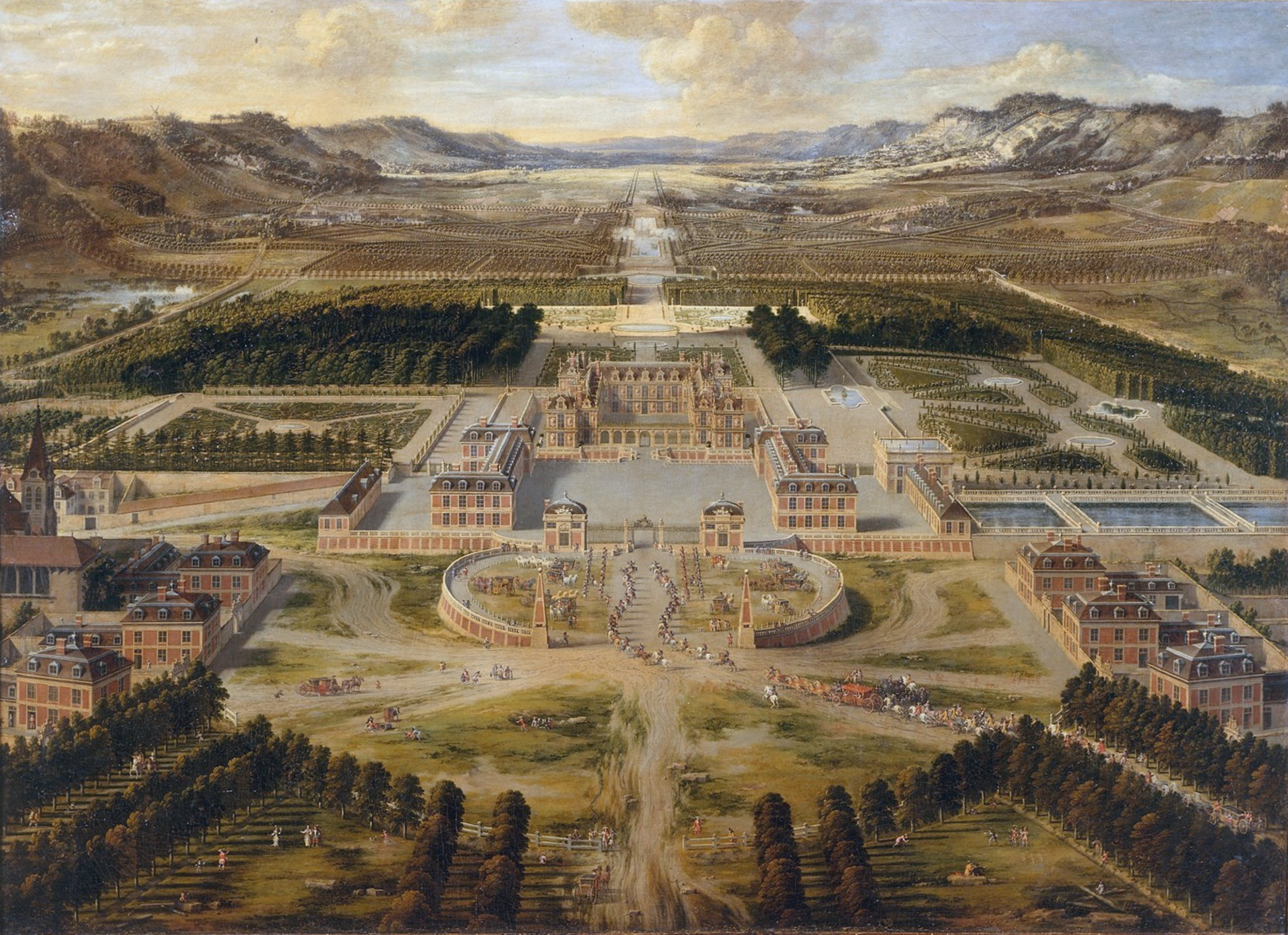
Het paleis van Versailles in 1668, geschilderd door Pierre Patel

Lodewijk XIV trok zich regelmatig terug op het jachtslot van Versailles dat zijn vader had laten bouwen, maar het ontbrak het kasteel aan de nodige faciliteiten om te kunnen voldoen aan de eisen van de koning. In 1662 gaf Lodewijk XIV opdracht het kasteel te verfraaien en comfortabeler te maken. De jaarlijkse bouwkosten stegen daarbij fors, van 339.000 pond in 1668 tot 2.621.000 in 1671. Tijdens de Hollandse Oorlog liep de bouw vertraging op, maar na de oorlog werden de bouwactiviteiten weer opgevoerd. Pas in 1682 nam Lodewijk XIV zijn definitieve intrek in Versailles. Het kasteel speelde een rol in Lodewijks centralisatiepolitiek. Voordat Lodewijk XIV zich met zijn hofhouding in Versailles vestigde had hij op en neer gereisd tussen drie paleizen. Met hem reisden ook zijn ministers en ambtenaren mee en die kregen met Versailles een vaste plek. Niet alleen zijn persoonlijke hofhouding ging hier wonen, maar ook een groot deel van de aristocratie. Daarnaast werd Versailles het centrum van de overheidsadministratie. Bij de dood van Lodewijk XIV was de verbouwing van het kasteel nog niet voltooid, hoewel de Zonnekoning er tijdens zijn leven 100 miljoen pond aan had besteed.

#### Parijs

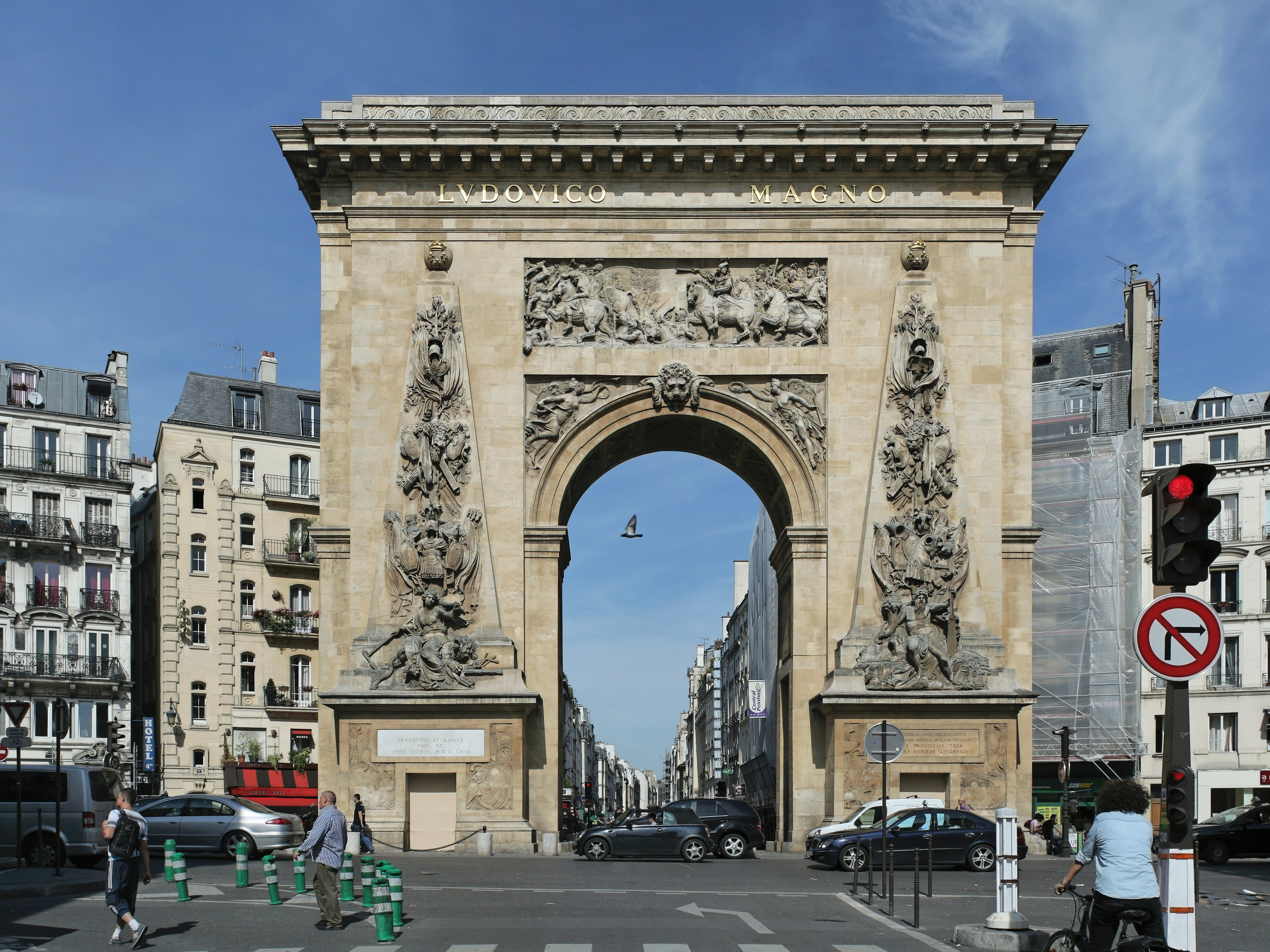
De Porte Saint-Denis in Parijs. Op de poort staat de tekst "LUDOVICO MAGNO" waarmee Lodewijk verwees naar zowel de grote Romeinse keizers als naar Alexander de Grote.

De Zonnekoning gaf in 1665 aan Gian Lorenzo Bernini de opdracht plannen te ontwerpen voor de uitbreiding van het Louvre. Het ontwerp van Bernini is niet uitgevoerd, maar vervolgens stelde Lodewijk XIV Claude Perrault aan. Onder diens leiding is de oostzijde van het paleis ingrijpend veranderd. Van de erfenis van Mazarin liet de koning op de andere oever van de Seine het Collège des Quatre-Nations bouwen en daarnaast werd ook het Tuilerieënpaleis uitgebreid. De tuinen van het paleis werden doorgetrokken wat resulteerde in de aanleg van wat later bekend zou worden als de Champs-Élysées en het Place de l'Étoile. Er werden ook andere plannen voor Parijs gemaakt en ondanks tegenstand liet Lodewijk XIV de stadsmuren van Parijs afbreken om zo ruimte te creëren voor boulevards. Op de plekken van de oude toegangspoorten liet hij triomfbogen ter ere van zijn glorie oprichtten, zoals de Porte Saint-Martin en de Porte Saint-Denis. Op 12 maart 1670 richtte Lodewijk XIV het Hôtel des Invalides op voor de verzorging van Franse oorlogsveteranen. De bouw duurde drie jaar.

#### Overige projecten
Naast Versailles schonk Lodewijk XIV ook aandacht aan verscheidene andere kastelen. Zo gaf hij opdracht om het in verval geraakte kasteel van Chambord op te knappen. Ook het kasteel van Compiègne werd uitgebreid en opgeknapt. De bedragen die aan deze kastelen werden besteed vielen echter in het niet bij de uitgaven voor Versailles. Ook werd onder het bewind van Lodewijk XIV begonnen met het graven van het Canal du Midi, dat de Atlantische Oceaan moest verbinden met de Middellandse Zee.

### Kunst en wetenschap

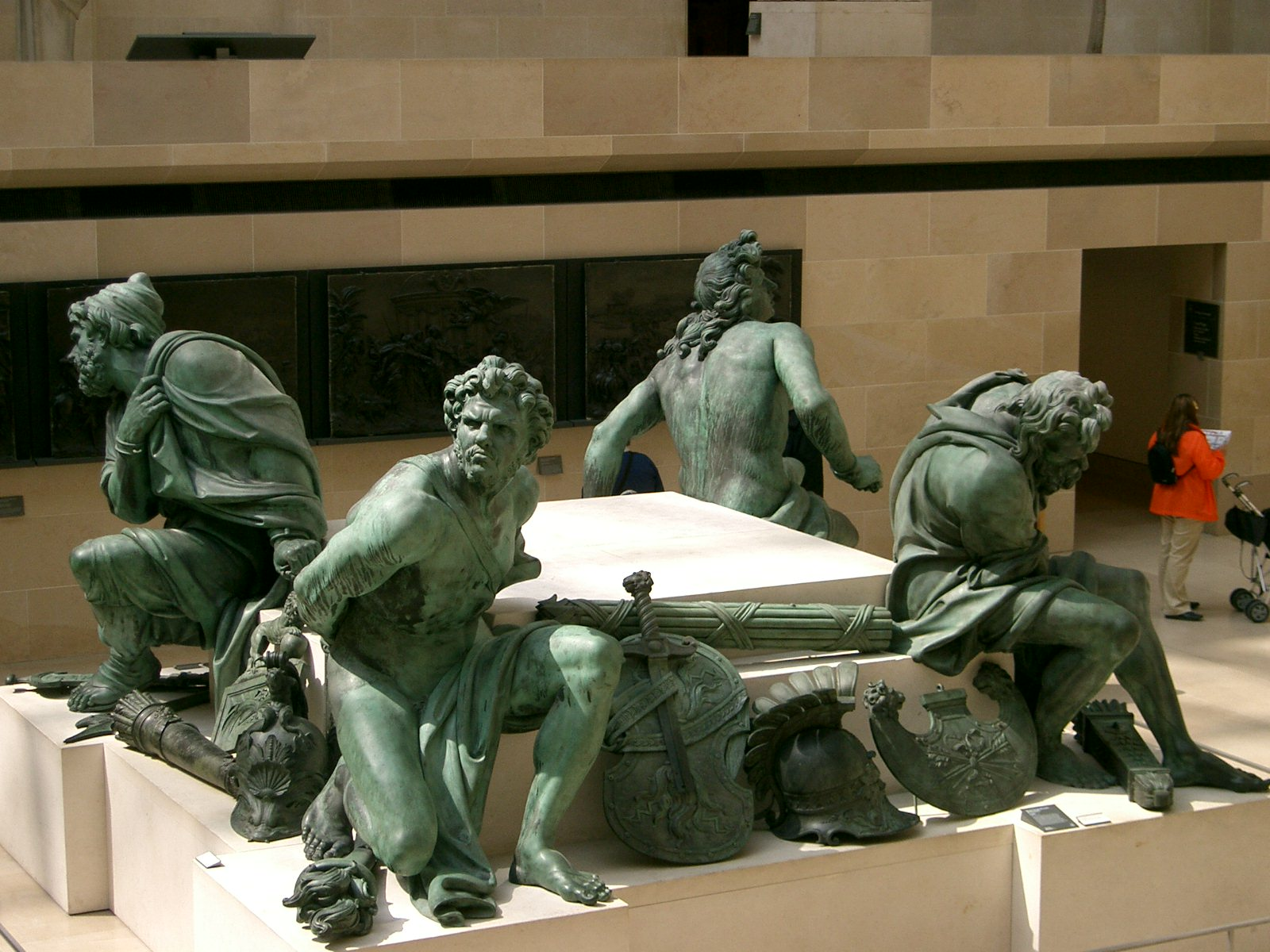
Martin Desjardins, een van oorsprong Nederlandse kunstenaar, vervaardigde tussen 1682-1685 een standbeeld van Lodewijk XIV voor de Place des Victoires in Parijs. Het bronzen kunstwerk werd in 1792 vernietigd, op vier bijfiguren na. De vier gevangen naties bevinden zich in het Louvre. Op de voorgrond de Nederlandse Republiek

Lodewijk XIV werd door de bouw van Versailles en de culturele instituties die hij oprichtte een belangrijk patroon voor de kunsten, die zich met name concentreerden rondom zijn hof. Een belangrijke aanzet hiertoe werd geleverd in mei 1664. Toen trad Lodewijk XIV op zeven achtereenvolgende dagen op in de theatervoorstelling van Les plaisirs de l’Île enchantée. Die opvoering werd gegeven in de tuinen van het Kasteel van Versailles, dat nog in aanbouw was. Met dit festijn verzette Lodewijk XIV de culturele bakens van de zeventiende eeuw en gaf hij een grote stimulans aan de kunsten. De persoonsverheerlijking van Lodewijk XIV door kunstenaars had ook invloed op het niveau van de kunsten buiten het koninklijk hof. Eerder al, in 1661, was op initiatief van Lodewijk XIV de Académie royale de danse opgericht. Door de oprichting en het bestuur van Académie royale de peinture et de sculpture door Colbert en hofschilder Charles Le Brun werd het niveau van de kunst verder verhoogd. Kunstschilder Nicolas Poussin was enige tijd actief voor de koninklijke academie. Andere schilders die tijdens het bewind van de Zonnekoning tot wasdom kwamen waren Claude Lorrain, Jean-Baptiste Santerre, Bon Boullogne, Jean Raoux en Hyacinthe Rigaud. Tot de beeldhouwers behoorden Pierre Paul Puget en François Girardon.
In 1665 verbleef de Italiaanse kunstenaar Gian Lorenzo Bernini enige tijd in Frankrijk. Hoewel zijn plannen voor het Louvre een voor een door de Fransen werden afgewezen, maakte Bernini wel een buste van Lodewijk XIV en ook een ruiterstandbeeld. Dat laatste beeld vervaardigde Bernini in zijn studio te Rome en het werd uiteindelijk pas in 1685 naar Frankrijk verstuurd. Lodewijk XIV was echter niet blij met het beeld en noemde het "een gruwel". Hij droeg op om het beeld te vernietigen, maar zijn hovelingen wisten hem over te halen om het beeld op een afgelegen plek te plaatsen.

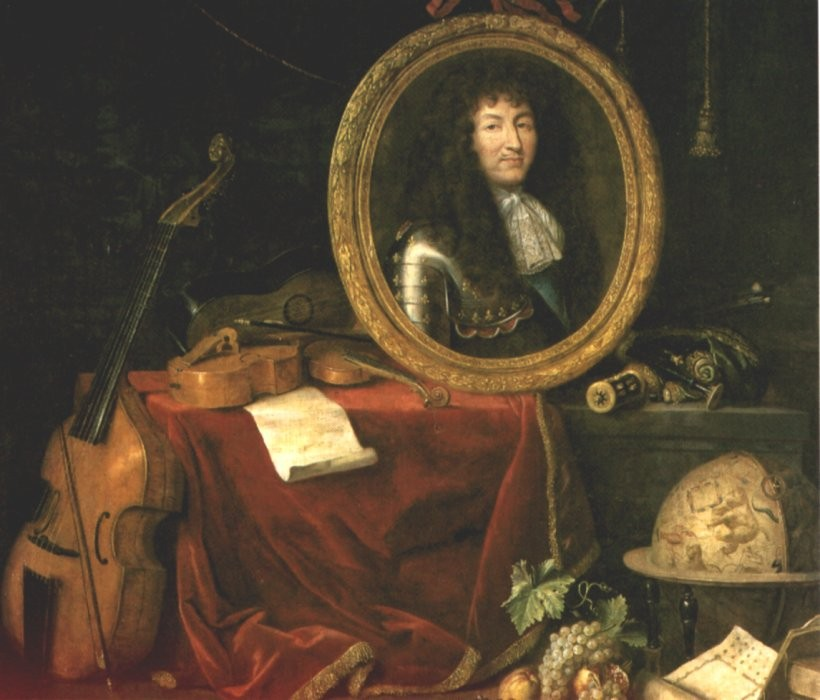
Allegorisch schilderij van Jean Garnier van Lodewijk XIV als patroon van de kunsten

In 1669 volgde de oprichting van de Académie royale de musiquec en in 1671 van de Académie royale d'architecture. Lodewijk XIV was een belangrijke beschermheer van Jean-Baptiste Lully, die uitgroeide tot de hofcomponist van de Zonnekoning, ondanks de vele tegenstanders die de componist had. In navolging van Lully floreerden ook musici als Pascal Colasse, André Campra en André-Cardinal Destouches tijdens het bewind van Lodewijk XIV. Ook de toneelkunst kwam tot bloei in deze tijd. De werken van Jean Racine, Molière en Pierre Corneille waren in heel het rijk populair. Door het oprichten van koninklijke academies werd de kunst van Frankrijk genationaliseerd. Dit had twee belangrijke doelstellingen, namelijk het beperken van de import van kunst uit het buitenland en het aanwenden van de Franse kunst om de glorie van Lodewijk XIV en Frankrijk te benadrukken. Dat laatste mondde uit in de zogenaamde Lodewijk XIV-stijl.
Op wetenschappelijk gebied werden door Colbert en Lodewijk XIV eveneens stappen gemaakt. Zo werd de Académie des sciences opgericht, waar Christiaan Huygens tot onderzoeksdirecteur werd benoemd. Het koninklijk ruimteobservatorium werd geleid door de Italiaan Giovanni Domenico Cassini en hij werd verantwoordelijk voor het vervaardigen van een zeer gedetailleerde landkaart van het Franse koninkrijk. In het kader van dit project maakte Cassini de eerste correcte berekening van de afstand tussen de aarde en de zon. Ook de Duitser Gottfried Wilhelm Leibniz werd aangetrokken om in dienst van de Franse koning te werken.

## Nalatenschap en waardering

Kaart van Frankrijk met de territoriale veroveringen van Lodewijk XIV

### Stoffelijke resten: lotgevallen
Tijdens de Terreur van 1793 werden de doodskisten van de Franse koningen opengebroken. Hierbij werd het lichaam van Lodewijk XIV nagenoeg intact aangetroffen, net zoals het lichaam van zijn grootvader Hendrik IV. De stoffelijke resten van de Franse koningen werden vervolgens in een massagraf gegooid en pas na de Restauratie in 1815 werden de beenderen opgegraven. Doordat de resten niet meer geïdentificeerd konden worden werden ze ter ruste gelegd in een ossuarium. Ook het hart van Lodewijk XIV, dat begraven was in de Église Saint-Paul-Saint-Louis, ontkwam niet aan de plunderingen tijdens de Franse Revolutie. Dat kwam uiteindelijk in het bezit van de schilder Alexandre Pau die het in 1819 schonk aan de graaf van Pradel. Deze zorgde ervoor dat het hart een rustplaats vond in de kathedraal van Saint-Denis. Volgens een andere bron werd het orgaan naar het ziekenhuis van Val-de-Grâce gebracht.

### Nalatenschap
Ondanks enkele successen kende het financiële beleid van Lodewijk XIV voornamelijk schaduwzijden. De mobiliteit van kapitaal was nihil en ook het privé-initiatief bleef beperkt. De koning liet bij zijn dood een begrotingstekort van 2,5 miljoen pond na en daarmee was Frankrijk onherroepelijk arm. Toen Lodewijk XV in 1723 meerderjarig werd, erfde hij van Filips van Orléans een staatskas die beter gevuld was dan bij de dood van zijn overgrootvader Lodewijk XIV. Door de nodige bezuinigingen rondom de diverse hoven had Filips een groot deel van de tekorten weten weg te werken. De macht van de koning was intussen verkleind doordat de hertog van Orléans nieuwe regeringsraden instelde.
Ook kreeg Filips van Orléans te maken met de godsdienststrijd die Lodewijk XIV in zijn laatste jaren had ontketend tussen de jansenisten en de Kerk van Rome. Hij benoemde de onafhankelijke kardinaal Louis Antoine de Noailles tot voorzitter van de Conseil de Conscience. Deze door kardinaal de Richelieu ingestelde raad kreeg de opdracht een passend antwoord te vinden op de pauselijke bul Unigenitus.
Tijdens zijn leven had Lodewijk XIV veel tijd en geld gestoken in verdere centralisatie van de macht in Frankrijk, die lang stand zou houden. In L'Ancien Régime et la Révolution (1856) liet Alexis de Tocqueville zich bewonderend uit over de sterk gecentraliseerde staat die Lodewijk had gecreëerd. De sociale structuur waarin Lodewijk XIV het land had achtergelaten zou bij de Franse Revolutie worden afgebroken.
Strategisch gezien liet Lodewijk Frankrijk veiliger na dan het was toen hij aantrad. Gedurende zijn bewind was hij erin geslaagd de Habsburgse omsingeling van Frankrijk te doorbreken. Aan de noordgrens waren vele gebieden veroverd en door de forten van Vauban had het land een goed verdedigbare ijzeren grens.

### Historiografie

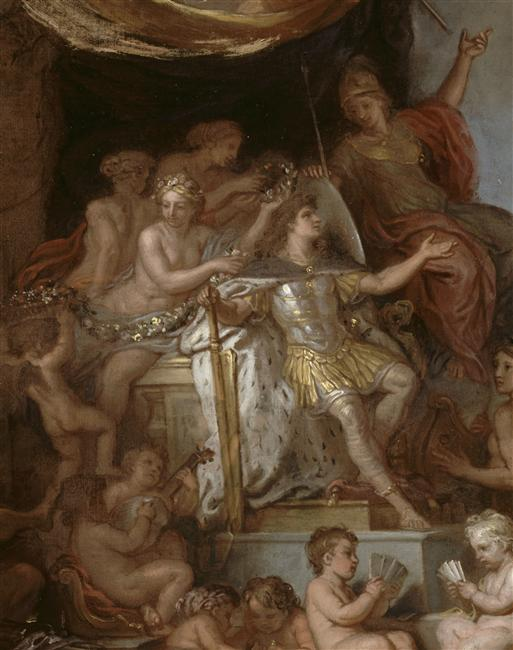
Afbeelding van Lodewijk XIV op een plafondschildering van Charles Le Brun in de Spiegelzaal van Versailles. De rechterhand van Lodewijk XIV steunt op een roer dat symbool staat voor zijn bewind en de linkerhand is opgeheven met open palm, als teken van acceptatie van het pad naar glorie.

Onder Franse historici worden de drie Bourbonkoningen uit de zeventiende eeuw aangeduid als rois éclairés, verlichte koningen. Hun bewind had namelijk orde en richting gegeven aan de Franse maatschappij van die tijd.
Lodewijk XIV is nadrukkelijk bezig geweest met de vraag hoe hij de geschiedenis in zou gaan. Vele documenten die aan hem refereerden als een "gewone man" zijn op zijn instructie en die van madame de Maintenon systematisch vernietigd. Dit heeft erin geresulteerd dat de geschiedschrijving van de zeventiende en achttiende eeuw erg ten faveure van de Zonnekoning was. Toch waren Montesquieu en Saint Pierre erg negatief over het beleid van de koning. Voltaire was echter positiever:

Het komt mij voor dat men al zijn prestaties en inspanningen nauwelijks kan bezien zonder een zeker gevoel van dankbaarheid, zonder geraakt te worden door de liefde voor het algemeen welzijn die hem inspireerde. Laat de lezer zichzelf voorstellen hoe vandaag de dag de omstandigheden zijn, en hij zal ermee instemmen dat Lodewijk XIV meer goeds voor zijn land heeft gedaan dan twintig van zijn voorgangers.

Vanaf de negentiende eeuw verschenen er meer biografieën over Lodewijk die minder positief waren. Het oordeel van Ernest Lavisse over Lodewijk XIV werd ernstig beïnvloed door zijn republikeinse sympathieën. De biografie van Pierre Goubert, die tot de Annales-school behoorde, was evenzeer kritisch door de sympathie die Goubert had voor de gewone man. Ook George Peabody Gooch gebruikte het bewind van Lodewijk XIV voor zijn eigen agenda, namelijk om het falen van de erfelijke monarchie aan te tonen.
Met name het absolutistische karakter van de heerschappij van Lodewijk XIV is jarenlang onderwerp geweest van het historisch debat. De benaderingswijze van Goubert, waarbij het absolutisme van Lodewijk XIV ter discussie werd gesteld, werd door enkele Anglo-Amerikaanse historici voortgezet. Hiertoe behoorden historici als Nicholas Henshall en Roger Mettam. Zij wisten aan te tonen dat de macht van Lodewijk in de provincies minder absoluut was dan werd aangenomen. Alleen door middel van cliëntelisme en het sluiten van akkoorden met de lokale standenvergaderingen wist Lodewijk daar invloed uit te oefenen. Henshall ging zo ver dat hij het absolutisme van Lodewijk XV een mythe noemde. David Parker was wel van mening dat het absolutisme van de Zonnekoning bestond, zij het met wat meer nuances. Het revisionisme van deze historici leidde tot een reactie door de verdedigers van de opvatting dat Lodewijk XIV als een absoluut vorst geregeerd had, zoals John Hurt, John Lynn en Guy Rowlands. Zij benadrukten met name hoe Lodewijk XIV was opgetreden tegen de parlementen en hoe georganiseerd het Franse leger was, dat hem ook binnen Frankrijk een aanzienlijke geweldsmonopolie gaf. De eerste wat neutrale biografie werd geschreven door François Bluche. De Fransman werd hierin gevolgd door zijn landgenoot Jean-Christian Petitfils, wiens boek Louis XIV, La Gloire et les Épreuves evenwichtiger was over zijn absolutisme dan de boeken van zijn voorgangers. Petitfils was van mening dat de Anglo-Amerikaanse historici in hun visie op het absolutisme van Lodewijk XIV te veel waren doorgeschoten en dat Lodewijk XIV wel degelijk absolutistische trekken vertoonde.

### De Zonnekoning

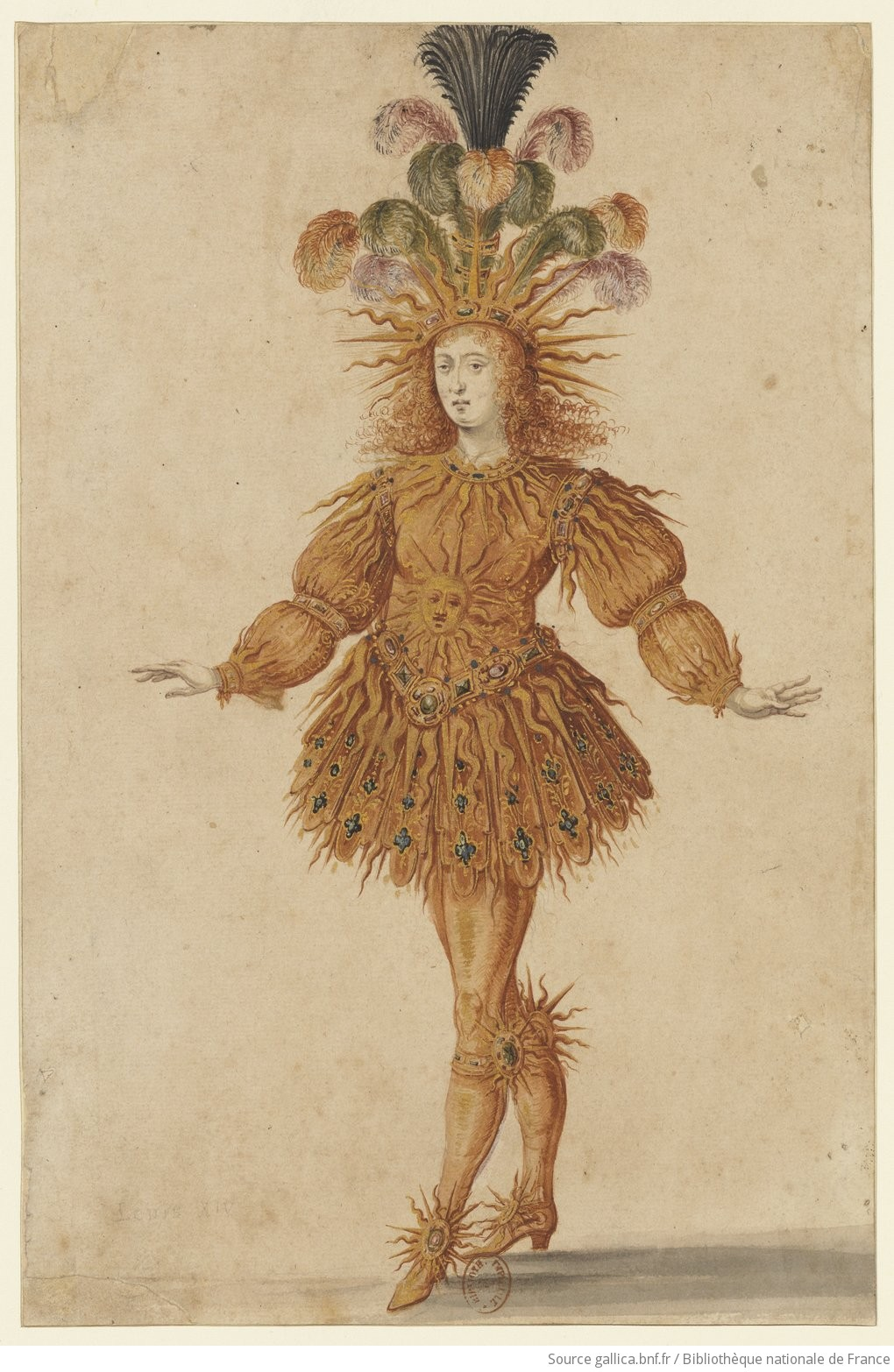
Het kostuum van Lodewijk XIV in het Ballet de la Nuit

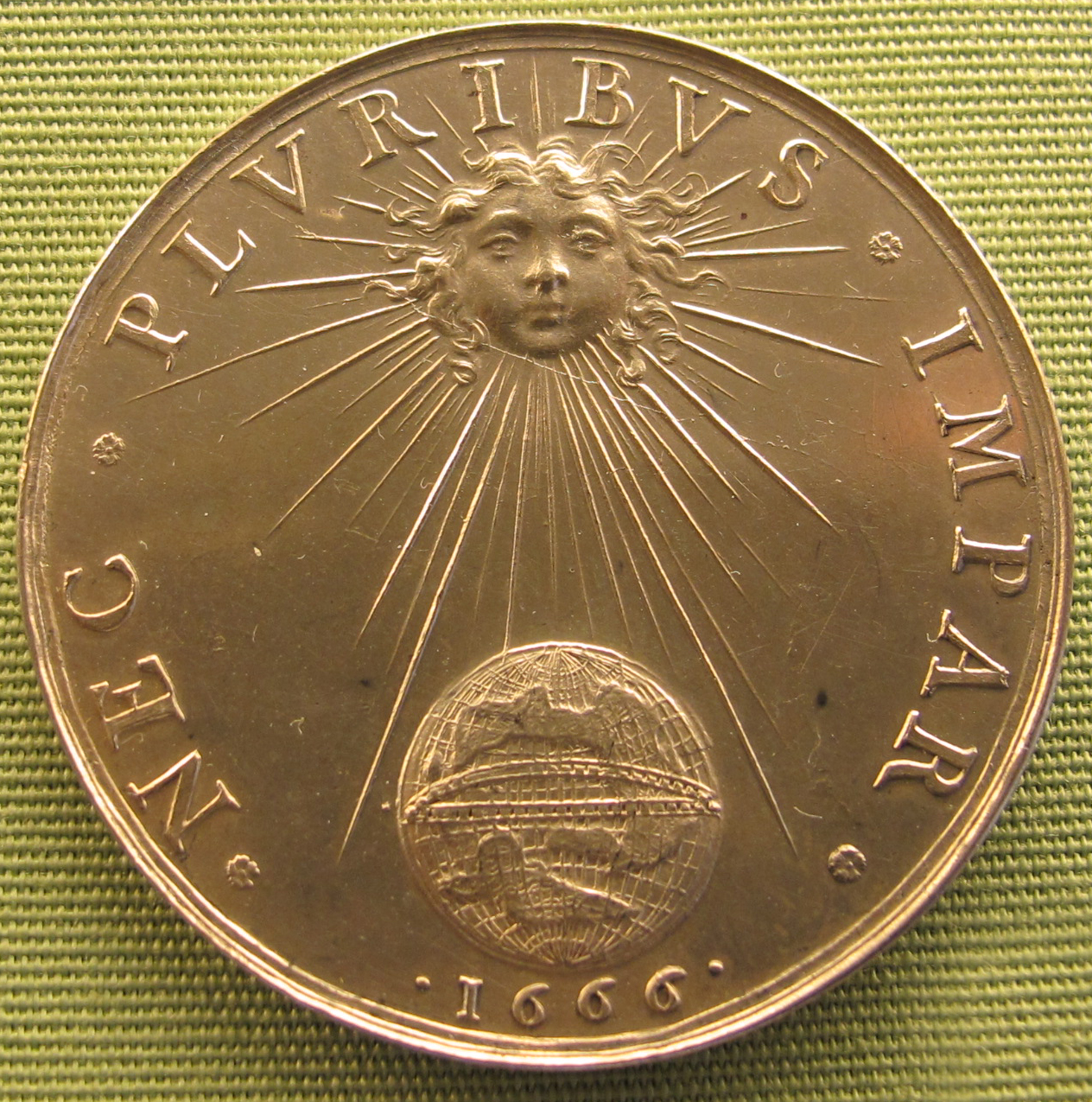
Medaille uit het jaar 1666 met de zon als embleem van de koning en met zijn motto nec pluribus impar

Lodewijk XIV maakte op veertienjarige leeftijd zijn debuut aan het hof. Hij trad op in vijf van de vijfenveertig dansen in het Ballet de la Nuit. De première vond plaats op 23 februari 1653 in het Hôtel du Petit-Bourbon in Parijs en het veertien uur durende ballet werd op zes dagen in februari en maart herhaald. In het laatste bedrijf verscheen Lodewijk XIV als de zonnegod Apollo in een kostuum van goud. Hij kwam op uit een luik en verbeeldde zo de opgaande zon. Andere edellieden dansten om hem heen zoals planeten draaien om de zon. Deze rol leverde hem de bijnaam de Zonnekoning op. In zijn memoires gaf Lodewijk aan waarom de zon hem als zinnebeeld van het koningschap zo aansprak:

Vanwege de uniciteit van de zon, vanwege de luister waarmee ze is omringd, vanwege het licht waarmee ze de andere sterren verlicht gelijk een hof; vanwege het goede dat ze overal brengt; vanwege haar onophoudelijke beweging terwijl ze ogenschijnlijk stilstaat; vanwege haar vaste koers waarvan ze nooit afwijkt is ze onbetwistbaar het meest vitale en mooiste beeld van een grote monarch.

Vanaf het begin van zijn persoonlijke bewind als koning in 1661 was Lodewijk XIV druk bezig met zijn persoonlijke propaganda. De bijnaam 'Zonnekoning' werd vanaf 1662 geëxploiteerd; als embleem koos Lodewijk XIV de zon, die alles verlicht en waarvan iedereen afhankelijk is. Ook voegde hij een lijfspreuk aan zijn communicatiearsenaal toe: Nec pluribus impar. Louvois vertaalde de spreuk als "Eén tegen allen", terwijl taalkundigen het vertalen als "Boven alles verheven" of "Zelfs tegen overmacht bestand". In 1663 richtte Lodewijk XIV de Petite Académie op, door Colbert omschreven als een instituut "voor het behoud van de pracht van 's konings daden". Hiermee werd de aanzet gegeven tot de grootste propagandaproductie uit de vroegmoderne tijd. Zowel in schilderijen, drukwerk als op medailles liet Lodewijk XIV zich ook vaak portretteren als de mythische held Hercules.

### Een absoluut vorst
De term absolutisme deed pas rond 1830 zijn intrede, maar de contemporaine schrijvers van Lodewijk XIV hadden wel een duidelijke definitie van het concept "absolute autoriteit". Het absolutisme in Frankrijk werd niet tijdens het bewind van Lodewijk XIV geïntroduceerd, maar had een langere geschiedenis die dateerde uit de tijd van zijn grootvader Hendrik IV. Onder diens leiding en die van zijn eerste minister Maximilien de Béthune werden de funderingen gelegd voor het Franse absolutisme. Als de door God aangestelde koning kwam hij ook tot de voltrekking van het Edict van Nantes. De Staten-Generaal waren in 1614 voor het laatst bijeengeroepen in de nasleep van de Franse godsdienstoorlogen en waren indertijd zo krachteloos opgetreden dat de koningen erin slaagden zonder hun toestemming belasting te heffen. Na de Fronde werd ook de macht van de parlementen beperkt, waardoor de heerschappij van de koningen niet langer door parlementaire raden werd begrensd.
Lodewijk XIV wees als vorst elke vorm van inspraak af. De representatieve organen, zoals de Staten-Generaal, bestonden in zijn ogen alleen ter raadpleging en niet ter controle of om wetten te maken. Ook de regering en bestuurders van de provincies en steden waren in zijn ogen slechts uitvoerders van het koninklijk gezag, want alleen hij kon rechtvaardige besluiten nemen. Dit was ook in lijn met de ideeën van de politiek filosoof Jean Bodin, want volgens hem had de monarch het recht om wetten op te leggen ongeacht of zijn onderdanen het daarmee eens waren. De macht van de koning was dan ook absoluut, onbeperkt en hij was slechts verantwoording schuldig aan God.
Lodewijk werd ook met God vereenzelvigd. Hij was een "image vivante de Dieu". De theorieën van Lodewijk XIV over zijn koningschap dat een mix was van absolutisme en het Droit divin, brachten hem gevaarlijk dicht bij het despotisme. Lodewijk onderschreef dan ook de facetten van het goddelijk recht, namelijk de goddelijke wijding, de onbeperkte macht die hij van God had gekregen, de onaantastbaarheid van het erfelijk recht en de bevestiging van de kroning.
Aan Lodewijk XIV wordt ook vaak de quote l'etat, c'est moi! ("de staat, dat ben ik!") toegeschreven, maar dat is niet meer dan een legende. Wel is van de koning bekend dat hij op zijn sterfbed gezegd heeft: "Ik ga heen, maar de staat blijft bestaan."

## De man met het ijzeren masker

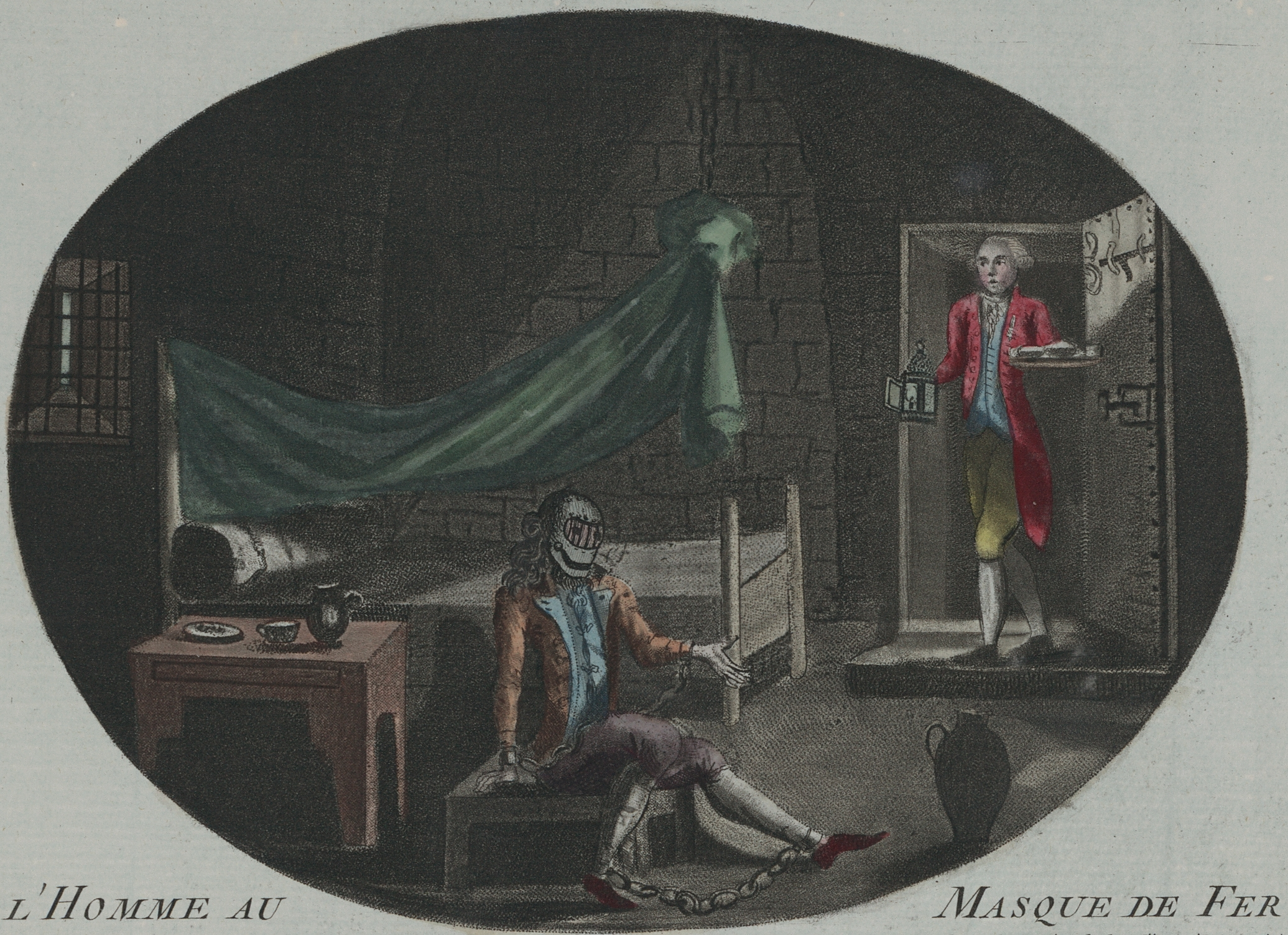
Laat-achttiende-eeuwse afbeelding van de man met het ijzeren masker

Lodewijk XIV is als historisch personage nauw verbonden met de mythes rond 'de man met het ijzeren masker'. Dat de man met het ijzeren masker bestaan heeft staat vast, alleen naar de identiteit wordt gegist. Het verhaal over de anonieme gemaskerde gevangene werd na de dood van de Zonnekoning wijd en zijd verspreid in Frankrijk en werd voor waar aangenomen. Lodewijk XIV zou persoonlijk de hand hebben gehad in de opsluiting van de gevangene en de geheimhouding ervan. De man met het ijzeren masker werd dan ook de door de verlichtingsdenkers, voornamelijk Voltaire, het symbool van koninklijke tirannie en willekeur. Voltaire dacht ook te weten wie de geheimzinnige man was, namelijk een broer van Lodewijk XIV. Toch waren er ook andere ideeën in omloop. Zo werd de naam van Frans van Vendôme genoemd en ook werd gezegd dat de geheimzinnige gevangene een bastaardkind van Lodewijk XIV was. De these van de Fransman Claude Dubos dat de man met het masker voormalig minister Nicolas Fouquet was wint steeds meer aan geloofwaardigheid. Doordat de identiteit van de man in het masker niet vast te stellen is, blijft ook de rol onduidelijk die Lodewijk XIV in deze geschiedenis speelde.
De mythes rondom dit geheimzinnige personage werden in 1688 door de Nederlanders gebruikt in hun politieke propaganda om de oorlog te rechtvaardigen. Volgens de propaganda van de Republiek was de gevangene een minnaar van Anna van Oostenrijk en zou hij de eigenlijke vader van Lodewijk XIV zijn.

## In populaire media

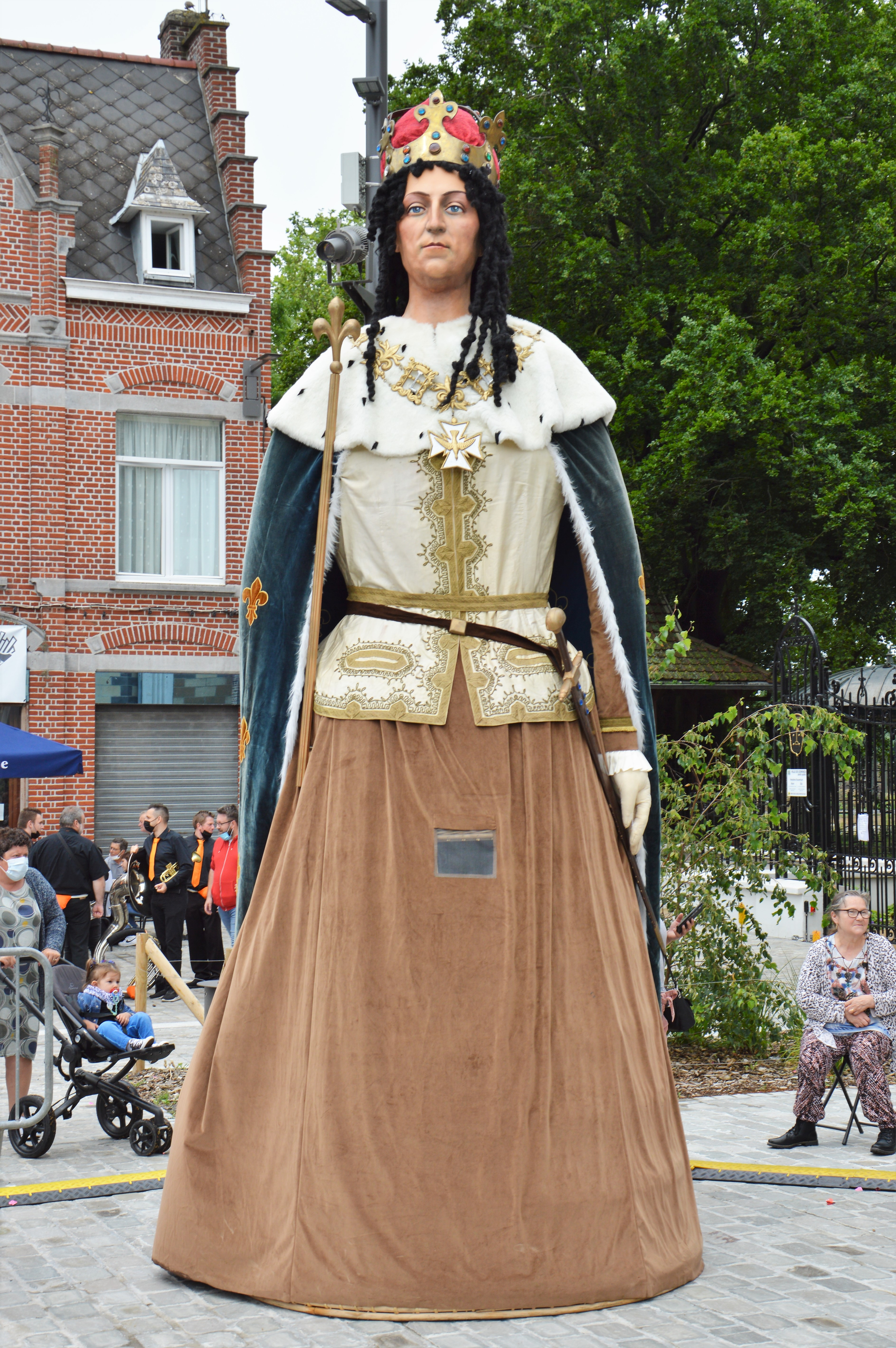
In Doornik bouwde men in 1930 een reus van Lodewijk XIV, als eerbetoon aan de vorst.

### Film en televisie
In de loop der jaren was het leven van Lodewijk XIV een geliefd onderwerp voor film en televisiemakers en werd zijn rol door diverse acteurs gespeeld, waaronder:
| Jaar | Naam                           | Opmerkingen               | Vertolkt door                  |
| ---- | ------------------------------ | ------------------------- | ------------------------------ |
| 1954 | Si Versailles m'était conté... | Film van Sacha Guitry     | Georges Marchal & Sacha Guitry |
| 1964 | Angélique, marquise des anges  | Film van Bernard Borderie | Jacques Toja                   |
| 1998 | The Man in the Iron Mask       | Film van Randall Wallace  | Leonardo DiCaprio              |
| 2000 | Le Roi Danse                   | Film van Gérard Corbiau   | Benoît Magimel                 |
| 2000 | Vatel                          | Film van Roland Joffé     | Alan Sands                     |
| 2014 | A Little Chaos                 | Film van Alan Rickman     | Alan Rickman                   |
| 2015 | Versailles                     | Televisieserie            | George Blagden                 |
| 2016 | La Mort de Louis XIV           | Film van Albert Serra     | Jean-Pierre Léaud              |

### Theater
Tussen 2005 en 2007 werd in Parijs de musical Le Roi Soleil over het leven van Lodewijk XIV opgevoerd. In de musical werd de Zonnekoning gespeeld door de zanger Emmanuel Moire. In 2015 kwam er ook een Japanse versie van deze musical uit en daar werd de rol van Lodewijk XIV vertolkt door Reon Yuzuki.

## Nageslacht

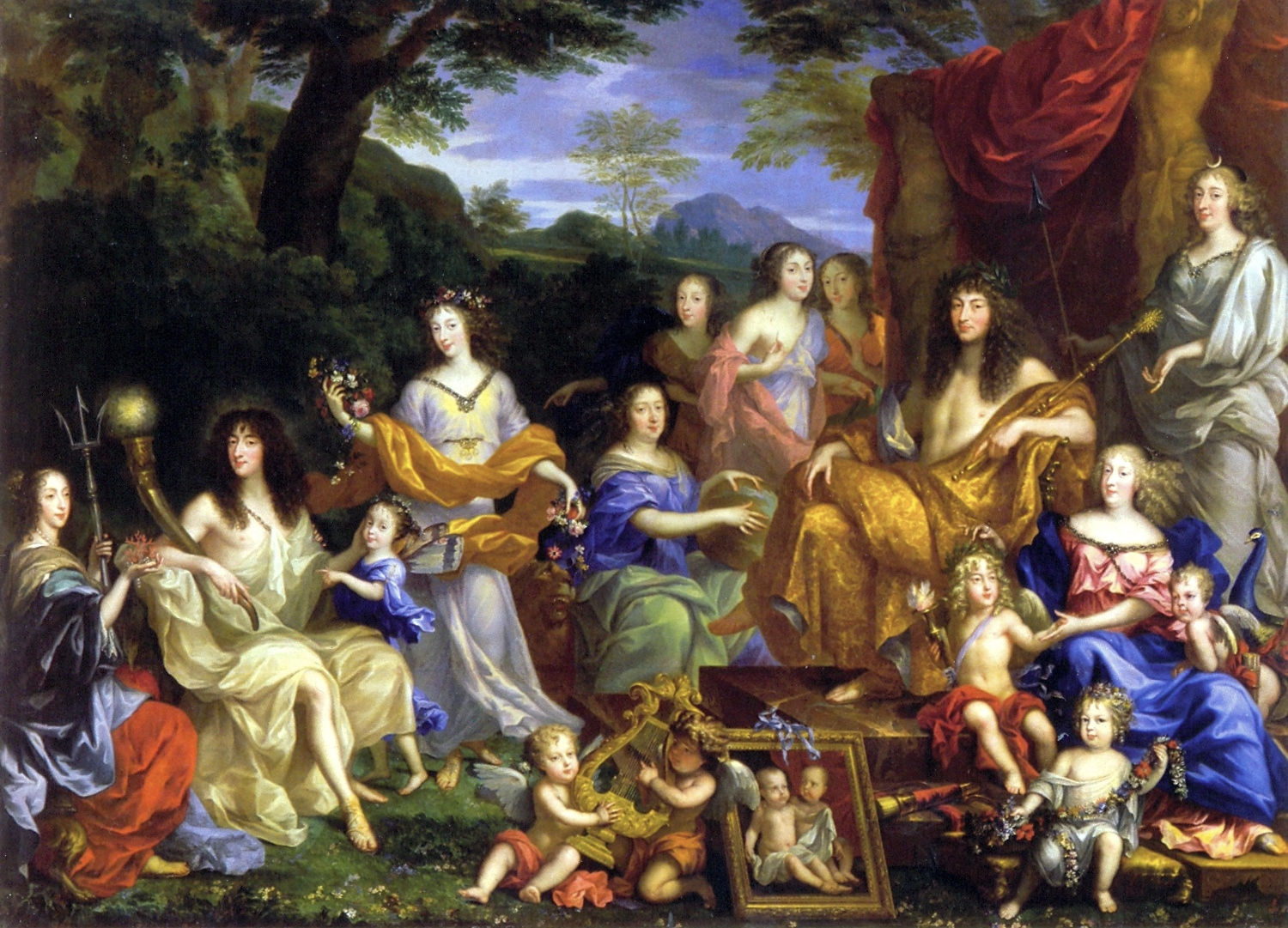
De Franse koninklijke familie in 1670, geportretteerd door Jean Nocret. De Bourbons zijn als olympische goden afgebeeld. Van links naar rechts: Koningin Henriëtta Maria, hertog Filips van Orléans als Pluto, zijn dochter Marie Louise, zijn vrouw Henriëtta Anne als Flora, koningin moeder Anna van Oostenrijk als Gea, drie dochters van hertog Gaston van Orléans, koning Lodewijk XIV als Zeus, zijn zoon Lodewijk als Amor, Koningin Maria Theresia als Hera en Anne Marie, tweede dochter van de hertog van Orléans als Diana.

Lodewijk heeft meer buitenechtelijke dan wettelijke kinderen verwekt. Zijn echtgenote baarde hem zes kinderen, van wie er vijf al op jonge leeftijd overleden. Buiten het huwelijk had Lodewijk minstens zeventien kinderen.

### Wettige nakomelingen
| Afbeelding | Naam           | Geboren          | Overleden        | Bijzonderheden                                                                                                  |
| ---------- | -------------- | ---------------- | ---------------- | --- |
|            | Lodewijk       | 1 november 1661  | 14 april 1711    | Bekend als Le Grand Dauphin Gehuwd met Maria Anna Victoria van Beieren Grootvader van Lodewijk XV van Frankrijk |
|            | Anne Elisabeth | 18 november 1662 | 30 december 1662 | |
|            | Marie Anne     | 16 november 1664 | 26 december 1664 | |
|            | Marie Thérèse  | 2 januari 1667   | 1 maart 1672     | Bekend als La Petite Madame                                                                                     |
|            | Filips Karel   | 5 augustus 1668  | 10 juli 1671     | |
|            | Lodewijk Frans | 14 juni 1672     | 4 november 1672  | |

### Buitenechtelijke kinderen
| Afbeelding                         | Naam                          | Geboren          | Overleden         | Bijzonderheden                                                                 |
| ---------------------------------- | ----------------------------- | ---------------- | ----------------- | ------------------------------------------------------------------------------ |
|                                    | Een dochter                   | 1660             | Onbekend          | Dochter van een onbekende tuinvrouw, huwde met N. de la Queue, een schildwacht |
| Bij Louise de La Vallière:         |                               |                  |                   |                                                                                |
|                                    | Een zoon                      | 1662             | Jong overleden    | Niet erkend                                                                    |
|                                    | Charles de La Baume Le Blanc  | 19 december 1663 | 15 juli 1665      | Niet erkend                                                                    |
|                                    | Philippe de La Baume Le Blanc | 7 januari 1665   | 1666              | Niet erkend                                                                    |
|                                    | Louis de La Baume Le Blanc    | 27 december 1665 | 1666              | Niet erkend                                                                    |
|                                    | Marie Anne                    | 2 oktober 1666   | 3 mei 1739        | In 1667 erkend, gehuwd met Lodewijk Armand I van Bourbon-Conti                 |
|                                    | Lodewijk                      | 3 oktober 1667   | 18 november 1683  | In 1669 erkend                                                                 |
| Bij Madame de Montespan:           |                               |                  |                   |                                                                                |
|                                    | Een zoon                      | 1669             | Jong overleden    |                                                                                |
|                                    | Louise Françoise              | 1669             | 23 februari 1672  |                                                                                |
|                                    | Lodewijk Augustus             | 31 maart 1670    | 21 mei 1736       | In 1673 erkend, hertog van Maine en graaf van Eu                               |
|                                    | Lodewijk Caesar               | 20 juni 1672     | 10 januari 1683   | In 1673 erkend                                                                 |
|                                    | Louise Françoise              | 1 juni 1673      | 17 juni 1743      | In 1673 erkend, gehuwd met Lodewijk III van Bourbon-Condé                      |
|                                    | Louise Marie Anne             | 12 november 1674 | 15 september 1681 | In 1676 erkend                                                                 |
|                                    | Françoise Marie               | 9 februari 1677  | 1 februari 1749   | In 1681 erkend, huwde met haar volle neef Filips II van Orléans                |
|                                    | Lodewijk Alexander            | 6 juni 1678      | 1 december 1737   | In 1681 erkend, admiraal van Frankrijk                                         |
| Bij Claude de Vin des Œillets:     |                               |                  |                   |                                                                                |
|                                    | Louise de Maisonblanche       | ca. 17 juni 1676 | 12 september 1718 | Gehuwd met Bernard de Prez, baron de La Queue                                  |
| Bij Marie Angélique de Scorailles: |                               |                  |                   |                                                                                |
|                                    | Een zoon                      | januari 1681     | Doodgeboren       |                                                                                |

## Kwartierstaat (voorouders)
| Anton van Bourbon (1518-1562) | Anton van Bourbon (1518-1562) | Anton van Bourbon (1518-1562) | Anton van Bourbon (1518-1562) | Anton van Bourbon (1518-1562)        | Anton van Bourbon (1518-1562)        | Johanna van Albret (1528-1572)       | Johanna van Albret (1528-1572)       | Johanna van Albret (1528-1572)       | Johanna van Albret (1528-1572)       | Johanna van Albret (1528-1572)          | Johanna van Albret (1528-1572)          |                                         |                                         | Francesco I de' Medici (1541-1587)      | Francesco I de' Medici (1541-1587)      | Francesco I de' Medici (1541-1587) | Francesco I de' Medici (1541-1587) | Francesco I de' Medici (1541-1587)     | Francesco I de' Medici (1541-1587)     | Johanna van Oostenrijk (1547-1578)     | Johanna van Oostenrijk (1547-1578)     | Johanna van Oostenrijk (1547-1578)     | Johanna van Oostenrijk (1547-1578)     | Johanna van Oostenrijk (1547-1578) | Johanna van Oostenrijk (1547-1578) |  |  | Filips II van Spanje (1527–1598) | Filips II van Spanje (1527–1598) | Filips II van Spanje (1527–1598) | Filips II van Spanje (1527–1598) | Filips II van Spanje (1527–1598)  | Filips II van Spanje (1527–1598)  | Anna van Oostenrijk (1549-1580)   | Anna van Oostenrijk (1549-1580)   | Anna van Oostenrijk (1549-1580)   | Anna van Oostenrijk (1549-1580)   | Anna van Oostenrijk (1549-1580) | Anna van Oostenrijk (1549-1580) |                                 |                                 | Karel II van Oostenrijk (1540-1590) | Karel II van Oostenrijk (1540-1590) | Karel II van Oostenrijk (1540-1590)   | Karel II van Oostenrijk (1540-1590)   | Karel II van Oostenrijk (1540-1590)   | Karel II van Oostenrijk (1540-1590)   | Maria Anna van Beieren (1551-1608)    | Maria Anna van Beieren (1551-1608)    | Maria Anna van Beieren (1551-1608) | Maria Anna van Beieren (1551-1608) | Maria Anna van Beieren (1551-1608) | Maria Anna van Beieren (1551-1608) |  |  |  |  |  |  |  |  |  |  |  |  |  |  |  |  |  |  |  |  |  |  |  |  |  |  |  |  |  |  |  |  |  |  |  |  |  |  |  |  |  |  |  |  |  |  |  |  |
| Anton van Bourbon (1518-1562) | Anton van Bourbon (1518-1562) | Anton van Bourbon (1518-1562) | Anton van Bourbon (1518-1562) | Anton van Bourbon (1518-1562)        | Anton van Bourbon (1518-1562)        | Johanna van Albret (1528-1572)       | Johanna van Albret (1528-1572)       | Johanna van Albret (1528-1572)       | Johanna van Albret (1528-1572)       | Johanna van Albret (1528-1572)          | Johanna van Albret (1528-1572)          |                                         |                                         | Francesco I de' Medici (1541-1587)      | Francesco I de' Medici (1541-1587)      | Francesco I de' Medici (1541-1587) | Francesco I de' Medici (1541-1587) | Francesco I de' Medici (1541-1587)     | Francesco I de' Medici (1541-1587)     | Johanna van Oostenrijk (1547-1578)     | Johanna van Oostenrijk (1547-1578)     | Johanna van Oostenrijk (1547-1578)     | Johanna van Oostenrijk (1547-1578)     | Johanna van Oostenrijk (1547-1578) | Johanna van Oostenrijk (1547-1578) |  |  | Filips II van Spanje (1527–1598) | Filips II van Spanje (1527–1598) | Filips II van Spanje (1527–1598) | Filips II van Spanje (1527–1598) | Filips II van Spanje (1527–1598)  | Filips II van Spanje (1527–1598)  | Anna van Oostenrijk (1549-1580)   | Anna van Oostenrijk (1549-1580)   | Anna van Oostenrijk (1549-1580)   | Anna van Oostenrijk (1549-1580)   | Anna van Oostenrijk (1549-1580) | Anna van Oostenrijk (1549-1580) |                                 |                                 | Karel II van Oostenrijk (1540-1590) | Karel II van Oostenrijk (1540-1590) | Karel II van Oostenrijk (1540-1590)   | Karel II van Oostenrijk (1540-1590)   | Karel II van Oostenrijk (1540-1590)   | Karel II van Oostenrijk (1540-1590)   | Maria Anna van Beieren (1551-1608)    | Maria Anna van Beieren (1551-1608)    | Maria Anna van Beieren (1551-1608) | Maria Anna van Beieren (1551-1608) | Maria Anna van Beieren (1551-1608) | Maria Anna van Beieren (1551-1608) |  |  |  |  |  |  |  |  |  |  |  |  |  |  |  |  |  |  |  |  |  |  |  |  |  |  |  |  |  |  |  |  |  |  |  |  |  |  |  |  |  |  |  |  |  |  |  |  |
|                               |                               |                               |                               |                                      |                                      |                                      |                                      |                                      |                                      |                                         |                                         |                                         |                                         |                                         |                                         |                                    |                                    |                                        |                                        |                                        |                                        |                                        |                                        |                                    |                                    |  |  |                                  |                                  |                                  |                                  |                                   |                                   |                                   |                                   |                                   |                                   |                                 |                                 |                                 |                                 |                                     |                                     |                                       |                                       |                                       |                                       |                                       |                                       |                                    |                                    |                                    |                                    |  |  |  |  |  |  |  |  |  |  |  |  |  |  |  |  |  |  |  |  |  |  |  |  |  |  |  |  |  |  |  |  |  |  |  |  |  |  |  |  |  |  |  |  |  |  |  |  |
|                               |                               |                               |                               | Hendrik IV van Frankrijk (1553-1610) | Hendrik IV van Frankrijk (1553-1610) | Hendrik IV van Frankrijk (1553-1610) | Hendrik IV van Frankrijk (1553-1610) | Hendrik IV van Frankrijk (1553-1610) | Hendrik IV van Frankrijk (1553-1610) |                                         |                                         |                                         |                                         |                                         |                                         | Maria de' Medici (1575-1642)       | Maria de' Medici (1575-1642)       | Maria de' Medici (1575-1642)           | Maria de' Medici (1575-1642)           | Maria de' Medici (1575-1642)           | Maria de' Medici (1575-1642)           |                                        |                                        |                                    |                                    |  |  |                                  |                                  |                                  |                                  | Filips III van Spanje (1578-1621) | Filips III van Spanje (1578-1621) | Filips III van Spanje (1578-1621) | Filips III van Spanje (1578-1621) | Filips III van Spanje (1578-1621) | Filips III van Spanje (1578-1621) |                                 |                                 |                                 |                                 |                                     |                                     | Margaretha van Oostenrijk (1584-1611) | Margaretha van Oostenrijk (1584-1611) | Margaretha van Oostenrijk (1584-1611) | Margaretha van Oostenrijk (1584-1611) | Margaretha van Oostenrijk (1584-1611) | Margaretha van Oostenrijk (1584-1611) |                                    |                                    |                                    |                                    |  |  |  |  |  |  |  |  |  |  |  |  |  |  |  |  |  |  |  |  |  |  |  |  |  |  |  |  |  |  |  |  |  |  |  |  |  |  |  |  |  |  |  |  |  |  |  |  |
|                               |                               |                               |                               | Hendrik IV van Frankrijk (1553-1610) | Hendrik IV van Frankrijk (1553-1610) | Hendrik IV van Frankrijk (1553-1610) | Hendrik IV van Frankrijk (1553-1610) | Hendrik IV van Frankrijk (1553-1610) | Hendrik IV van Frankrijk (1553-1610) |                                         |                                         |                                         |                                         |                                         |                                         | Maria de' Medici (1575-1642)       | Maria de' Medici (1575-1642)       | Maria de' Medici (1575-1642)           | Maria de' Medici (1575-1642)           | Maria de' Medici (1575-1642)           | Maria de' Medici (1575-1642)           |                                        |                                        |                                    |                                    |  |  |                                  |                                  |                                  |                                  | Filips III van Spanje (1578-1621) | Filips III van Spanje (1578-1621) | Filips III van Spanje (1578-1621) | Filips III van Spanje (1578-1621) | Filips III van Spanje (1578-1621) | Filips III van Spanje (1578-1621) |                                 |                                 |                                 |                                 |                                     |                                     | Margaretha van Oostenrijk (1584-1611) | Margaretha van Oostenrijk (1584-1611) | Margaretha van Oostenrijk (1584-1611) | Margaretha van Oostenrijk (1584-1611) | Margaretha van Oostenrijk (1584-1611) | Margaretha van Oostenrijk (1584-1611) |                                    |                                    |                                    |                                    |  |  |  |  |  |  |  |  |  |  |  |  |  |  |  |  |  |  |  |  |  |  |  |  |  |  |  |  |  |  |  |  |  |  |  |  |  |  |  |  |  |  |  |  |  |  |  |  |
|                               |                               |                               |                               |                                      |                                      |                                      |                                      |                                      |                                      | Lodewijk XIII van Frankrijk (1601-1643) | Lodewijk XIII van Frankrijk (1601-1643) | Lodewijk XIII van Frankrijk (1601-1643) | Lodewijk XIII van Frankrijk (1601-1643) | Lodewijk XIII van Frankrijk (1601-1643) | Lodewijk XIII van Frankrijk (1601-1643) |                                    |                                    |                                        |                                        |                                        |                                        |                                        |                                        |                                    |                                    |  |  |                                  |                                  |                                  |                                  |                                   |                                   |                                   |                                   |                                   |                                   | Anna van Oostenrijk (1601-1666) | Anna van Oostenrijk (1601-1666) | Anna van Oostenrijk (1601-1666) | Anna van Oostenrijk (1601-1666) | Anna van Oostenrijk (1601-1666)     | Anna van Oostenrijk (1601-1666)     |                                       |                                       |                                       |                                       |                                       |                                       |                                    |                                    |                                    |                                    |  |  |  |  |  |  |  |  |  |  |  |  |  |  |  |  |  |  |  |  |  |  |  |  |  |  |  |  |  |  |  |  |  |  |  |  |  |  |  |  |  |  |  |  |  |  |  |  |
|                               |                               |                               |                               |                                      |                                      |                                      |                                      |                                      |                                      | Lodewijk XIII van Frankrijk (1601-1643) | Lodewijk XIII van Frankrijk (1601-1643) | Lodewijk XIII van Frankrijk (1601-1643) | Lodewijk XIII van Frankrijk (1601-1643) | Lodewijk XIII van Frankrijk (1601-1643) | Lodewijk XIII van Frankrijk (1601-1643) |                                    |                                    |                                        |                                        |                                        |                                        |                                        |                                        |                                    |                                    |  |  |                                  |                                  |                                  |                                  |                                   |                                   |                                   |                                   |                                   |                                   | Anna van Oostenrijk (1601-1666) | Anna van Oostenrijk (1601-1666) | Anna van Oostenrijk (1601-1666) | Anna van Oostenrijk (1601-1666) | Anna van Oostenrijk (1601-1666)     | Anna van Oostenrijk (1601-1666)     |                                       |                                       |                                       |                                       |                                       |                                       |                                    |                                    |                                    |                                    |  |  |  |  |  |  |  |  |  |  |  |  |  |  |  |  |  |  |  |  |  |  |  |  |  |  |  |  |  |  |  |  |  |  |  |  |  |  |  |  |  |  |  |  |  |  |  |  |
|                               |                               |                               |                               |                                      |                                      |                                      |                                      |                                      |                                      |                                         |                                         |                                         |                                         |                                         |                                         |                                    |                                    |                                        |                                        |                                        |                                        |                                        |                                        |                                    |                                    |  |  |                                  |                                  |                                  |                                  |                                   |                                   |                                   |                                   |                                   |                                   |                                 |                                 |                                 |                                 |                                     |                                     |                                       |                                       |                                       |                                       |                                       |                                       |                                    |                                    |                                    |                                    |  |  |  |  |  |  |  |  |  |  |  |  |  |  |  |  |  |  |  |  |  |  |  |  |  |  |  |  |  |  |  |  |  |  |  |  |  |  |  |  |  |  |  |  |  |  |  |  |
|                               |                               |                               |                               |                                      |                                      |                                      |                                      |                                      |                                      |                                         |                                         |                                         |                                         |                                         |                                         |                                    |                                    |                                        |                                        |                                        |                                        |                                        |                                        |                                    |                                    |  |  |                                  |                                  |                                  |                                  |                                   |                                   |                                   |                                   |                                   |                                   |                                 |                                 |                                 |                                 |                                     |                                     |                                       |                                       |                                       |                                       |                                       |                                       |                                    |                                    |                                    |                                    |  |  |  |  |  |  |  |  |  |  |  |  |  |  |  |  |  |  |  |  |  |  |  |  |  |  |  |  |  |  |  |  |  |  |  |  |  |  |  |  |  |  |  |  |  |  |  |  |
|                               |                               |                               |                               |                                      |                                      |                                      |                                      |                                      |                                      |                                         |                                         |                                         |                                         |                                         |                                         |                                    |                                    | Lodewijk XIV van Frankrijk (1638-1715) | Lodewijk XIV van Frankrijk (1638-1715) | Lodewijk XIV van Frankrijk (1638-1715) | Lodewijk XIV van Frankrijk (1638-1715) | Lodewijk XIV van Frankrijk (1638-1715) | Lodewijk XIV van Frankrijk (1638-1715) |                                    |                                    |  |  |                                  |                                  | Filips van Orléans (1640-1701)   | Filips van Orléans (1640-1701)   | Filips van Orléans (1640-1701)    | Filips van Orléans (1640-1701)    | Filips van Orléans (1640-1701)    | Filips van Orléans (1640-1701)    |                                   |                                   |                                 |                                 |                                 |                                 |                                     |                                     |                                       |                                       |                                       |                                       |                                       |                                       |                                    |                                    |                                    |                                    |  |  |  |  |  |  |  |  |  |  |  |  |  |  |  |  |  |  |  |  |  |  |  |  |  |  |  |  |  |  |  |  |  |  |  |  |  |  |  |  |  |  |  |  |  |  |  |  |